# Japanische Rugby-Union-Nationalmannschaft
Die japanische Rugby-Union-Nationalmannschaft (jap. ラグビー日本代表, Ragubī Nihon Daihyō) ist die Nationalmannschaft Japans in der Sportart Rugby Union und repräsentiert das Land bei allen Länderspielen (Test Matches) der Männer. Sie gilt als beste Mannschaft Asiens und wird seit Mai 2020 von World Rugby zur ersten Stärkeklasse (Tier 1) gerechnet. Die organisatorische Verantwortung trägt die 1926 gegründete Japan Rugby Football Union (JRFU). Japan nahm bisher an allen Weltmeisterschaften teil und erreichte bei der Weltmeisterschaft 2019 im eigenen Land erstmals das Viertelfinale.
Der Rugbysport in Japan geht auf das Jahr 1866 zurück, als britische Seeleute ihn erstmals in den Vertragshäfen ausübten. 1899 entstanden die ersten Mannschaften an japanischen Universitäten und 1932 bestritt Japan sein erstes Test Match gegen Kanada. Das Team nimmt am jährlichen Pacific Nations Cup teil, bei dem es gegen Fidschi, Kanada, Samoa, Tonga und die Vereinigten Staaten antritt. Bis 2017 nahm Japan auch an der Asienmeisterschaft teil und gewann bei 25 Austragungen den Titel, bei weitem mehr als jede andere Mannschaft; nur fünfmal musste es Südkorea den Vortritt lassen. Bisher wurden zwei japanische Nationalspieler in die World Rugby Hall of Fame aufgenommen. Traditionell spielt Japan in rot-weiß gestreiften Trikots mit weißen Hosen und weißen Socken mit roten Streifen.

## Organisation
Verantwortlich für die Organisation für Rugby Union in Japan ist die 1926 gegründete Japan Rugby Football Union (JRFU), die 1987 kurz vor der ersten Weltmeisterschaft Vollmitglied des International Rugby Football Board (IRFB; heute World Rugby) wurde. Die JRFU erhielt gleichzeitig einen Sitz im Ausführenden Rat des Weltverbandes. Die JRFU ist außerdem Gründungsmitglied der seit 1968 bestehenden Asian Rugby Football Union (ARFU; heute Asia Rugby).
Die Japan Rugby League One, an der 12 Profimannschaften teilnehmen, ist die höchste Rugbyliga Japans. Sie wurde 2003 zur Weiterentwicklung des japanischen Rugbysports gegründet. Ein Großteil der für die Nationalmannschaft antretenden Spieler speist sich seitdem aus dieser Liga. Von 2016 bis 2020 nahm mit den Sunwolves eine japanische Mannschaft an Super Rugby teil, der internationalen Rugbyliga der Südhemisphäre.
Neben der eigentlichen Nationalmannschaft ruft die JRFU weitere Auswahlmannschaften zusammen. Junior Japan bilden die zweite Mannschaft Japans. Sie nehmen seit 2013 an der World Rugby Pacific Challenge teil, zusammen mit den zweiten Mannschaften aus Fidschi, Samoa und Tonga. Hinzu kommen die Japan Sevens, die Nationalmannschaft für Siebener-Rugby. Wie andere Rugbynationen verfügt Japan über eine U-20-Nationalmannschaft die an den entsprechenden Weltmeisterschaften teilnimmt. Kinder und Jugendliche werden bereits in der Schule an den Rugbysport herangeführt und je nach Interesse und Talent beginnt dann die Ausbildung.

## Geschichte

### Einführung und Verbreitung von Rugby

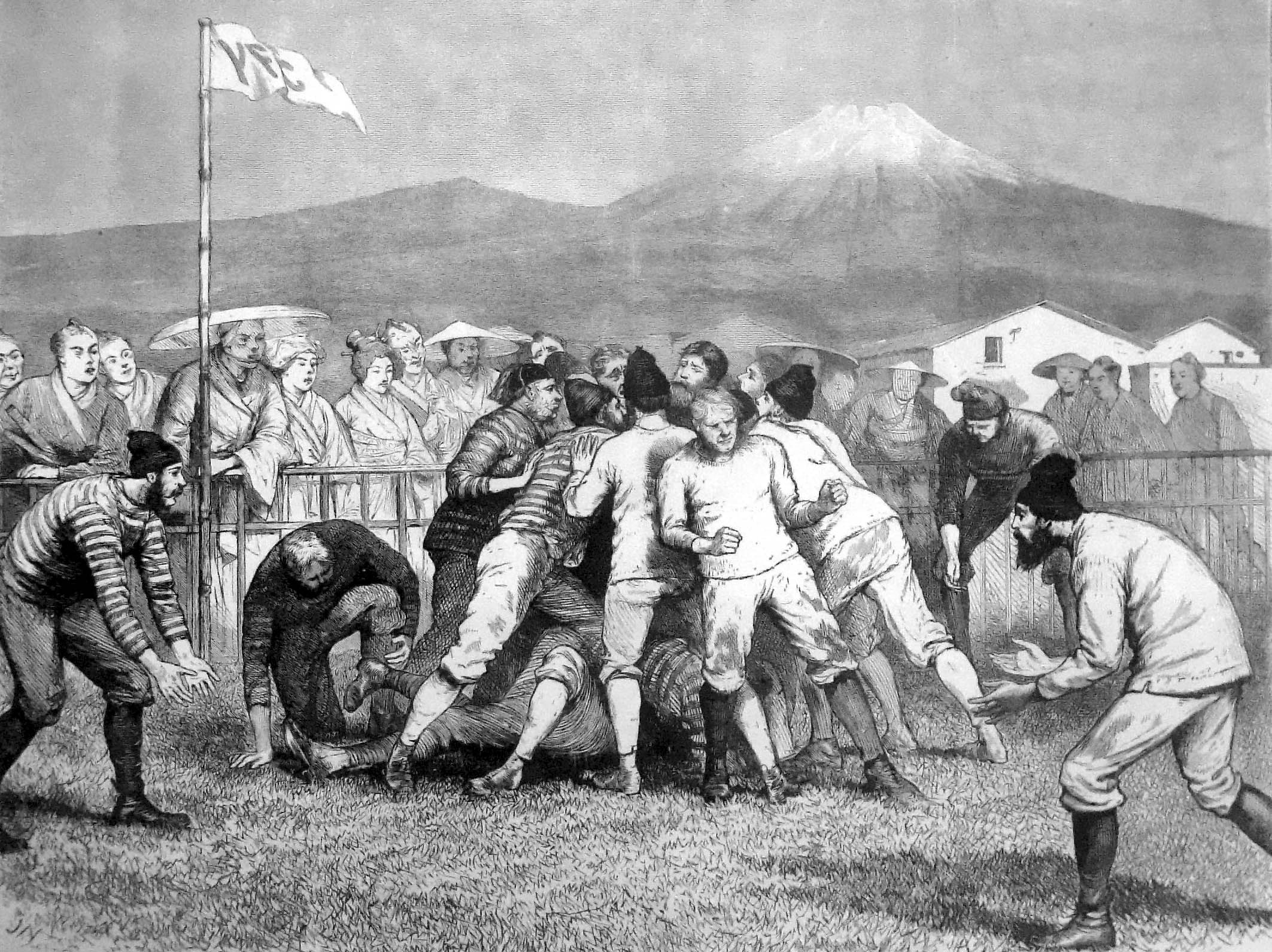
Ein Rugbyspiel in Japan, Harper’s Magazine, 1874

Das früher in Japan weit verbreitete Ballspiel Kemari, das auf dem chinesischen Cuju basierte, hatte gewisse Ähnlichkeiten mit dem heutigen Fußball und in geringem Maße mit Rugby. Die erste Erwähnung geht auf das Jahr 644 zurück, also auf die Asuka-Zeit. Im 13. Jahrhundert etablierten sich standardisierte Regeln. Ziel des Spiels war es, einen Ball aus Hirschleder möglichst lange in der Luft zu halten, wobei die Spieler miteinander kooperierten.
Wie zahlreiche andere westliche Gewohnheiten gelangte auch der Rugbysport nach Japan, nachdem die Kanonenbootpolitik der Vereinigten Staaten und der europäischen Mächte 1854 die selbstauferlegte Isolation des Landes beendet hatte. Der erste Rugbyverein war der 1866 gegründete Yokohama Foot Ball Club. Die Regelkommission bestand aus Absolventen der Rugby School, des Radley College und des Winchester College. Hauptsächlich spielten die Besatzungen verschiedener in Yokohama vor Anker liegender Schiffe gegeneinander, wofür sie das Gelände der britischen Garnison im Stadtteil Yamate nutzten. Das erste offiziell aufgezeichnete Spiel fand 1874 statt. In anderen Vertragshäfen wie Kōbe fanden ebenfalls Rugbyspiele zwischen länger verweilenden ausländischen Bewohnern sowie besuchenden Seeleuten und Garnisonen statt, jedoch selten mit japanischer Beteiligung.

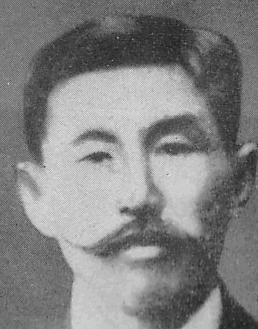
Ginnosuke Tanaka, einer der Rugbypioniere Japans

1899 gilt als Jahr der ersten nachweisbaren Teilnahme von Japanern an Rugbyspielen. Der in Yokohama geborene Literaturprofessor Edward Bramwell Clarke stellte damals zusammen mit Ginnosuke Tanaka – beide Absolventen der University of Cambridge – die Sportart seinen Studenten an der Keiō-Universität vor, damit sie etwas Sinnvolles in ihrer Freizeit machten und nicht „durch Herumlungern das schöne Herbstwetter“ vergeudeten. Von Keiō aus verbreitete sich Rugby bald auf andere Universitäten, die bis heute zu den Hochburgen zählen. Das Wachstum von Rugby auf dem Höhepunkt der anglo-japanischen Allianz war rasant; in den 1920er Jahren gab es fast 1500 Rugbyvereine und mehr als 60.000 registrierte Spieler. Trotz dieser beeindruckenden Zahlen war das japanische Rugby vor allem aus geographischen Gründen weitgehend isoliert. Auch organisatorisch hinkte das Land der internationalen Entwicklung hinterher. So erfolgte die Gründung des nationalen Verbandes Japan Rugby Football Union (JRFU) erst am 30. November 1926. Allerdings erhielt er von Anfang an Unterstützung durch die Kaiserfamilie und insbesondere von Prinz Chichibu. Er setzte sich aktiv für die Verbreitung von Rugby ein und war von 1947 bis zu seinem Tod Ehrenpräsident der JRFU.

### Die ersten Jahre der Nationalmannschaft
Vier Jahre nach ihrer Gründung stellte die JRFU die erste Nationalmannschaft zusammen, die im September 1930 mehrere Spiele gegen Vereine und Auswahlteams in der kanadischen Provinz British Columbia bestritt. Knapp anderthalb Jahre später stattete die kanadische Nationalmannschaft einen Gegenbesuch ab, als Teil einer von der kanadischen Regierung finanzierten Handelsdelegation. Am 31. Januar 1932 fand in Higashiōsaka das erste offizielle Test Match statt, das mit einem knappen 9:8-Sieg der Japaner endete. Elf Tage später setzten sich die Gastgeber in Tokio mit 38:5 durch. Die Kanadier führten ihre Niederlagen auf „übermäßige Unterhaltung, zu viele Spiele in einem kurzen Zeitraum und die inspirierte Spielweise der Japaner vor dem versammelten Hochadel“ zurück. Für mehr als dreieinhalb Jahrzehnte sollten dies die einzigen Test Matches für Japan sein. 1934 und 1936 besuchten Auswahlteams australischer und neuseeländischer Universitäten das Land.
Nach dem Ausbruch des Pazifikkriegs nahm das faschistische Regime trotz der anhaltenden Unterstützung durch die Kaiserfamilie eine zunehmend feindselige Haltung gegenüber dem Rugby ein, da es als besonders fremd bzw. „unjapanisch“ galt. Als Folge davon wurde er in tokyu umbenannt, was mit „Kampfball“ übersetzt werden kann. Trotz der Entbehrungen des Krieges konnten Spiele bis 1943 ausgetragen werden, ehe die militärische Kontrolle der Spielfelder und der Mangel an verfügbaren Spielern ihren Tribut forderten. Der Rugbysport erholte sich in der Nachkriegszeit erstaunlich schnell, trotz massiver Schäden an der Infrastruktur und dem Tod vieler Spieler. Ende 1945 ermutigte der Stahl- und Maschinenbaukonzern Kobe Steel seine Arbeiter, Rugby zu spielen und schuf damit einen Präzedenzfall für das große Engagement japanischer Unternehmen für den Rugbysport.
Der internationale Spielbetrieb setzte 1952 wieder ein, als bedeutende Universitätsmannschaften nach Japan zu reisen begannen, darunter die englischen Universitäten Oxford und Cambridge. Nationalteams anderer Länder scheuten den langen Reiseweg jedoch weiterhin, sodass sich die Japaner 1958 mit dem Besuch der Junior All Blacks (der B-Auswahl Neuseelands) begnügen mussten. Dieses Muster setzte sich in den 1960er Jahren fort. Die erste Auslandtour der Japaner nach über drei Jahrzehnten Unterbrechung führte 1963 nach British Columbia. Der bedeutendste Erfolg jener fast rein universitär geprägten Ära war am 3. Juni 1968 ein 23:19-Auswärtssieg über die Junior All Blacks in Wellington, der auch in den britischen Medien für Aufsehen sorgte.

### Führende Position in Asien
Auf Initiative der JRFU kam es 1968 zur Gründung des Kontinentalverbandes Asian Rugby Football Union (ARFU; heute Asia Rugby), um den Rugbysport in Asien zu fördern. Auch erhoffte man sich, durch ein kompetitiveres Umfeld die geographische Isolation in Bezug auf andere bedeutende Rugbynationen zu durchbrechen. Im März 1969 waren die Japaner Gastgeber der ersten Asienmeisterschaft. Mit Siegen in ihren ersten vier Test Matches seit 1932 sicherten sie sich überlegen den Titel. In den ersten sieben Austragungen bis 1980 blieben die Japaner unbesiegt und die vermehrten Auftritte auf internationaler Ebene führten zu einem größeren Interesse anderer Nationalmannschaften, gegen diese anzutreten (auch wenn die Spiele üblicherweise nicht als Test Matches zählten). So empfingen sie im September 1971 England zu zwei Partien und unterlagen jeweils nur knapp. Der einflussreiche Rugbyförderer Shigeru „Shiggy“ Konno gab zu, dass die geringere Körpergröße der Japaner ein Problem darstelle; andererseits sei dies auch ein Vorteil, denn es sei so „einfacher, den Ball aufzunehmen, im Gedränge tiefer runterzugehen und sich generell schneller zu bewegen. Darin liegt unsere Stärke, und die müssen wir ausspielen.“
Im Herbst 1973 unternahmen die Japaner eine elf Spiele umfassende Tour durch Europa. Nach inoffiziellen Begegnungen mit Wales und der englischen U23 folgte am 27. Oktober 1973 in Bordeaux das erste Test Match gegen eine bedeutende europäische Mannschaft, bei dem die Japaner Frankreich mit 18:30 unterlagen. Im August 1975 fanden im Rahmen einer Australien-Tour die ersten beiden Spiele gegen die Wallabies statt, die ebenfalls als Test Matches zählten. Nicht diesen Status hatten die Begegnungen 1975 daheim gegen Wales sowie 1976 auswärts und 1977 zuhause gegen Schottland. Beinahe eine Sensation gelang den Japanern am 13. Mai 1979 in Higashiōsaka, als sie gegen England bis kurz vor Spielende in Führung lagen und sich schließlich knapp mit 19:21 geschlagen geben mussten. Die Nationalmannschaft hatte in den 1980er Jahren eine Schwächephase und musste sich ihre Spitzenposition in Asien vorübergehend streitig machen lassen. Bei den Asienmeisterschaften 1982, 1986, 1988 und 1990 verlor sie jeweils im Finale gegen Südkorea. Verschiedene Freundschaftsspiele ohne Test-Match-Status gegen alle Teams der damaligen Five Nations endeten allesamt mit Niederlagen. Allerdings konnten die Japaner in einigen dieser Begegnungen durchaus mithalten; so verloren sie am 22. Oktober 1983 in Cardiff gegen Wales relativ knapp mit 24:29. Vermehrt kam es auch zu transpazifischen Begegnungen: Im April 1982 spielte man nach 50 Jahren erstmals wieder gegen Kanada, drei Jahre später folgte die erste Partie gegen die Vereinigten Staaten.
Im Mai 1985 beschloss das International Rugby Football Board (IRFB; heute World Rugby) die Einführung der Rugby-Union-Weltmeisterschaft, die ursprünglich als exklusive Veranstaltung der damaligen IRFB-Mitglieder konzipiert war. Auf Druck des französischen Verbandes beschloss der IRFB, auch andere Nationalteams zuzulassen. So kam es, dass die JRFU noch vor der ersten Austragung dem IRFB beitrat und die Nationalmannschaft eine Einladung für die in Australien und Neuseeland stattfindende Weltmeisterschaft 1987 erhielt. Dort blieb sie in der Gruppenphase chancenlos und schied nach Niederlagen gegen die USA, England und Australien als Letztplatzierte ihrer Gruppe aus. Einer der aufsehenerregendsten Erfolge in der Amateurära ereignete sich 1989, als Schottland eine Tour durch Japan unternahm. Im abschließenden Spiel zwischen beiden Nationalteams, das am 28. Mai 1989 in Tokio stattfand, setzten sich die Gastgeber völlig überraschend mit 28:24 durch. Zwar fehlten bei den Schotten neun Stammspieler, die zeitgleich mit den British and Irish Lions in Australien auf Tour waren, dennoch gilt diese Niederlage bis heute als eine der demütigendsten in der Geschichte des schottischen Rugby. Für die Japaner wiederum war diese Begegnung die letzte gegen eine „Rugby-Großmacht“, bei denen ihnen der Test-Match-Status verweigert wurde.

### Allmähliche Professionalisierung
Lange Zeit waren die Japaner überzeugte Befürworter des Amateurismus im Rugbysport, nicht zuletzt wegen der starken Verwurzelung im Hochschulsport. Erstmals 1978 und besonders zu Beginn der 1990er Jahre begannen verschiedene Unternehmen, ihre Werksteams mit ausländischen Spielern zu verstärken. Sie setzten die Neuverpflichtungen gezielt als Vorbilder ein, um junge Japaner für das Spiel zu begeistern. Ausländische Trainer brachten neue Methoden und Taktiken ein, was sich zunehmend positiv auf die allgemeine Spielqualität auswirkte. Damit einher gingen aber auch Vorwürfe des „Scheinamateurismus“. Der australische Nationalspieler Ian Williams, der fünf Jahre für das Team von Kobe Steel tätig war, schätzte 1994, dass rund hundert Ausländer bei Werksteams unter Vertrag standen. Sie würden das Doppelte des üblichen Lohns eines Angestellten erhalten und nur etwa ein halbes Dutzend hätten „echte Jobs“. Als das IRFB 1995 auf internationaler Ebene das Zeitalter des Profisports einläutete, schrieb Shigeru Konno in einem Memo an den Weltverband, dass er sich nicht sicher sei, „dass unsere Anweisungen [bezüglich der Professionalität] bisher eingehalten worden sind.“ Die Traditionalisten im Verband konnten sich der Entwicklung nur wenige Jahre entgegenstellen und der wachsende Einfluss der Unternehmen führte schließlich 2003 zur Einführung der professionellen Top League.
Gemäß den Bestimmungen des Weltverbandes ist im Rugby Union nicht zwingend die Staatsbürgerschaft eines Landes erforderlich, um für die entsprechende Nationalmannschaft spielen zu dürfen (siehe dazu Auswahl der Spieler). Die JRFU begann 1986 von dieser Regelung Gebrauch zu machen, als sie die beiden Tongaer Hopoi Taione und Nofomuli Taumoefolau in die japanische Nationalmannschaft berief. Seither gehörten dem Team stets im Ausland geborene Spieler an, von denen viele später die japanische Staatsbürgerschaft annahmen. 1990 beteiligte sich Japan an der WM-Qualifikation und sicherte sich mit Siegen über Tonga und Südkorea sowie einer Niederlage gegen Westsamoa einen Startplatz. Im Frühjahr 1991 folgte eine enttäuschend verlaufende Nordamerika-Tour mit drei Niederlagen. Bei der darauf folgenden Weltmeisterschaft 1991 belegte Japan nach klaren Niederlagen gegen Schottland und Irland sowie einem überragenden 52:8-Sieg über Simbabwe den dritten Gruppenrang.
1992 entschieden die Japaner erstmals nach acht Jahren wieder die Asienmeisterschaft für sich. Im Mai 1993 folgten die ersten Test Matches gegen Argentinien, im Oktober desselben Jahres im Rahmen einer kurzen Tour das erste Test Match gegen Wales. Mit dem Turniersieg bei der Asienmeisterschaft 1994 sicherten sie sich die WM-Qualifikation. Nach einem überzeugenden 34:21-Heimsieg in der ersten Begegnung mit Rumänien war Nationaltrainer Seiji Hirao davon überzeugt, dass sein Team bei der Weltmeisterschaft 1995 durchaus in der Lage sei, in der Vorrunde „mit viel Einsatzwillen alle Erwartungen zu übertreffen und zwei Siege zu erringen“. Das Turnier in Südafrika endete jedoch mit einer herben Enttäuschung. Nach einem 10:57 gegen Wales und einem 28:50 gegen Irland war der letzte Gruppenrang bereits Tatsache. Schließlich verloren die Japaner das dritte Gruppenspiel gegen die neuseeländischen All Blacks mit 17:145. Ihnen widerfuhr damit die höchste Niederlage, die je ein Team bei einer Weltmeisterschaft erlitten hat. Der Neuseeländer Kevin Schuler, der später in Japan als Spieler und Trainer tätig war, meinte dazu: „Natürlich wollten wir dem Namen der All Blacks gerecht werden, und wir gingen voll vorbereitet und auf der Hut vor Japan in das Spiel. Die japanischen Spieler respektierten uns, als ob wir Götter wären. Wir sind mit dieser Einstellung in das Spiel gegangen, und deshalb war der Punkteunterschied auch so groß. Ich glaube aber nicht, dass es einen so großen Unterschied in der Stärke gibt.“
Die Asienmeisterschaften 1996 und 1998 endeten wiederum mit japanischen Turniersiegen, während man sich im Finale des Rugbyturniers der Asienspiele 1998 in Bangkok den Südkoreanern geschlagen geben musste. Japan belegte 1999 erstmals den Spitzenplatz bei der Pazifikmeisterschaft. Dieses Turnier diente als Vorbereitung auf die Weltmeisterschaft 1999 in Wales. Die Mannschaft wurde damals gelegentlich als Cherry Blacks bezeichnet, da sich in ihren Reihen nicht weniger als fünf Neuseeländer befanden; außerdem war Andrew McCormick zum ersten Mannschaftskapitän ausländischer Herkunft berufen worden. Seine Aufgabe bestand darin, den als hinderlich empfundenen kollektivistischen Mannschaftsgeist zu durchbrechen sowie die Mitspieler zu Führungsverantwortung und individuellen Entscheidungen zu ermuntern. Den Japanern gelang es jedoch nicht, den hohen Erwartungen gerecht zu werden. Sie verloren alle drei Vorrundenspiele gegen Samoa, Wales und Argentinien, auch wenn die Niederlagen weniger deutlich ausfielen als vier Jahre zuvor. Hirao führte die Mannschaft noch zum Asienmeistertitel 2000 und trat dann am Ende des Jahres zurück. Seine Nachfolge trat Shōgo Mukai an.
Mukais Strategie beruhte auf schnell ausgeführten Angriffen und einer flüssigeren Spielweise, die der Physis der Japaner besser entspricht. Entscheidendes Kriterium für die Auswahl der ausländischen Verstärkungsspieler war nicht ihr herausragendes individuelles Können, sondern die Fähigkeit, das vom Trainer vorgegebene Konzept umzusetzen. Die Gegner reagierten darauf, indem sie Japans Schwächen bei Standardsituationen wie Gedränge und Gasse konsequent ausnutzten. So gelangen in den folgenden drei Jahren nur zwei Siege gegen nichtasiatische Mannschaften. Während der WM-Qualifikation feierten die Japaner am 5. Juli 2002 den höchsten Sieg in ihrer Geschichte, als sie Taiwan mit 155:3 deklassierten. Sowohl bei den Asienspielen 2002 als auch bei der Asienmeisterschaft im selben Jahr unterlagen sie jeweils im Endspiel Südkorea. Während der Weltmeisterschaft 2003 in Australien konnte Japan gegen die weitaus stärkeren Mannschaften Schottlands und Frankreichs phasenweise mithalten, unterlag aber jeweils. Auch die Spiele gegen Fidschi und die USA endeten mit Niederlagen, sodass Japan erneut als Letztplatzierter ausschied.

### Anhaltende Stagnation
Nach Mukais Rücktritt übernahm Mitsutake Hagimoto im März 2004 das Amt des Nationaltrainers. Während sein Vorgänger kritisiert worden war, zu viele Nichtjapaner nominiert zu haben, wollte er auf ausländische Verstärkungsspieler verzichten und vermehrt auf den Nachwuchs setzen. Das Konzept schien zunächst aufzugehen, mit Siegen über Kanada und Russland sowie einem weiteren Asienmeistertitel, der in diesem Wettbewerb eine 13 Jahre andauernde Serie der Ungeschlagenheit einläutete. Hingegen waren die Ergebnisse bei den End-of-year Internationals 2004 im November katastrophal: Japan verlor mit 8:100 gegen Schottland, mit 10:25 gegen Rumänien und mit 0:98 gegen Wales. Sowohl für die Schotten als auch für die Waliser handelte es sich um die höchsten Siege der Rugbygeschichte der jeweiligen Länder. Diese in allen Belangen enttäuschende Europatour zwang Hagimoto zum Umdenken, weshalb er wieder Ausländer für das Nationalteam nominierte. Allerdings resultierten bei den Mid-year Internationals 2005 zum Teil hohe Niederlagen gegen Uruguay, Argentinien und Irland. Insgesamt war Hagimotos Bilanz die schlechteste überhaupt. Er wurde entlassen und im Juli 2005 durch dessen Assistenten ersetzt, den Franzosen Jean-Pierre Élissalde.

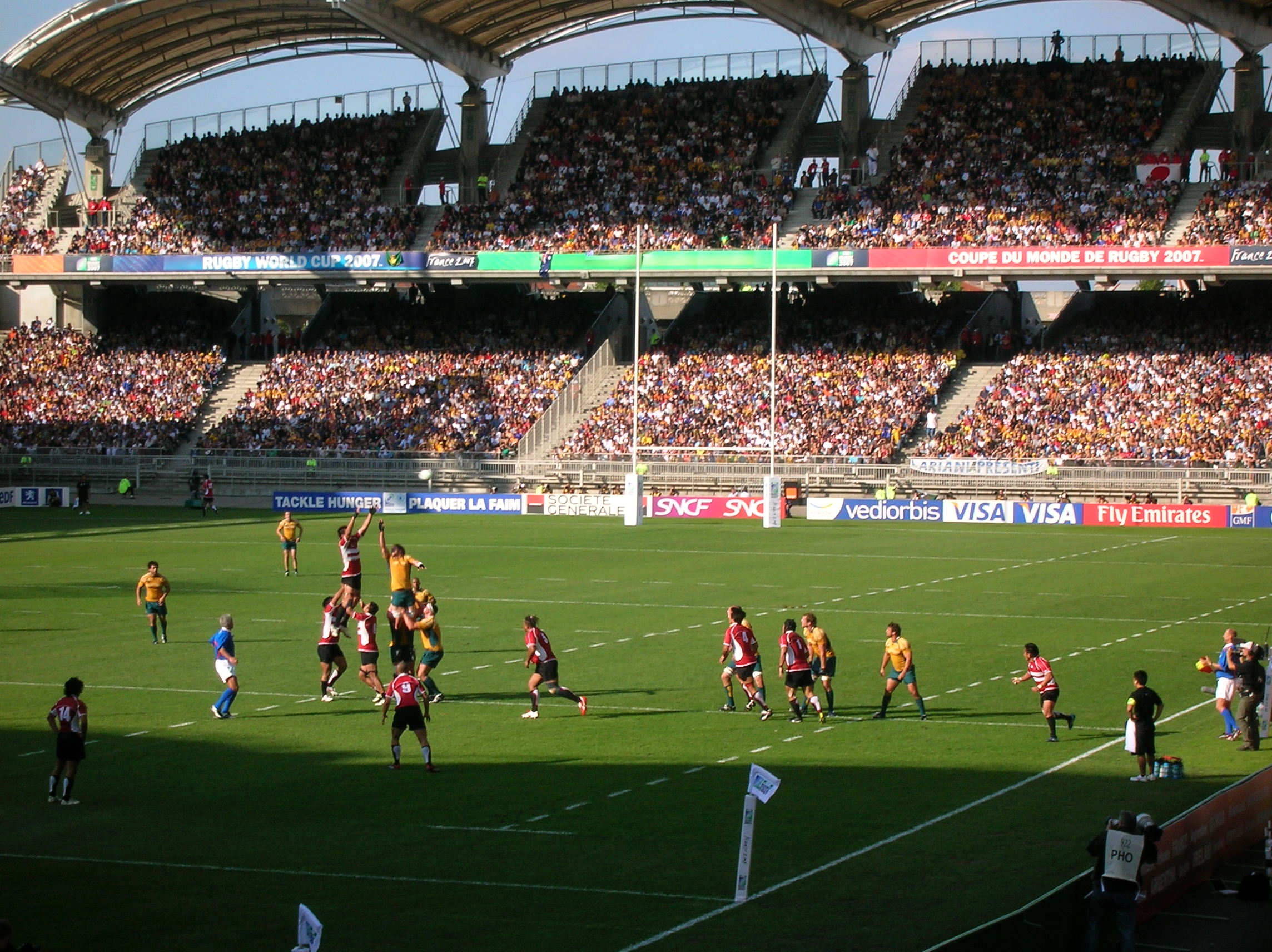
Australien gegen Japan während der WM 2007

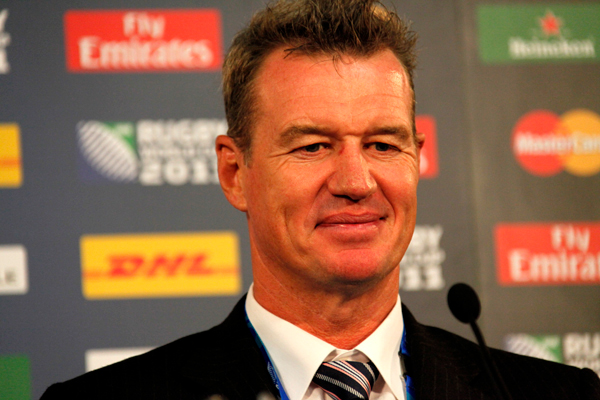
John Kirwan während einer Pressekonferenz bei der WM 2011

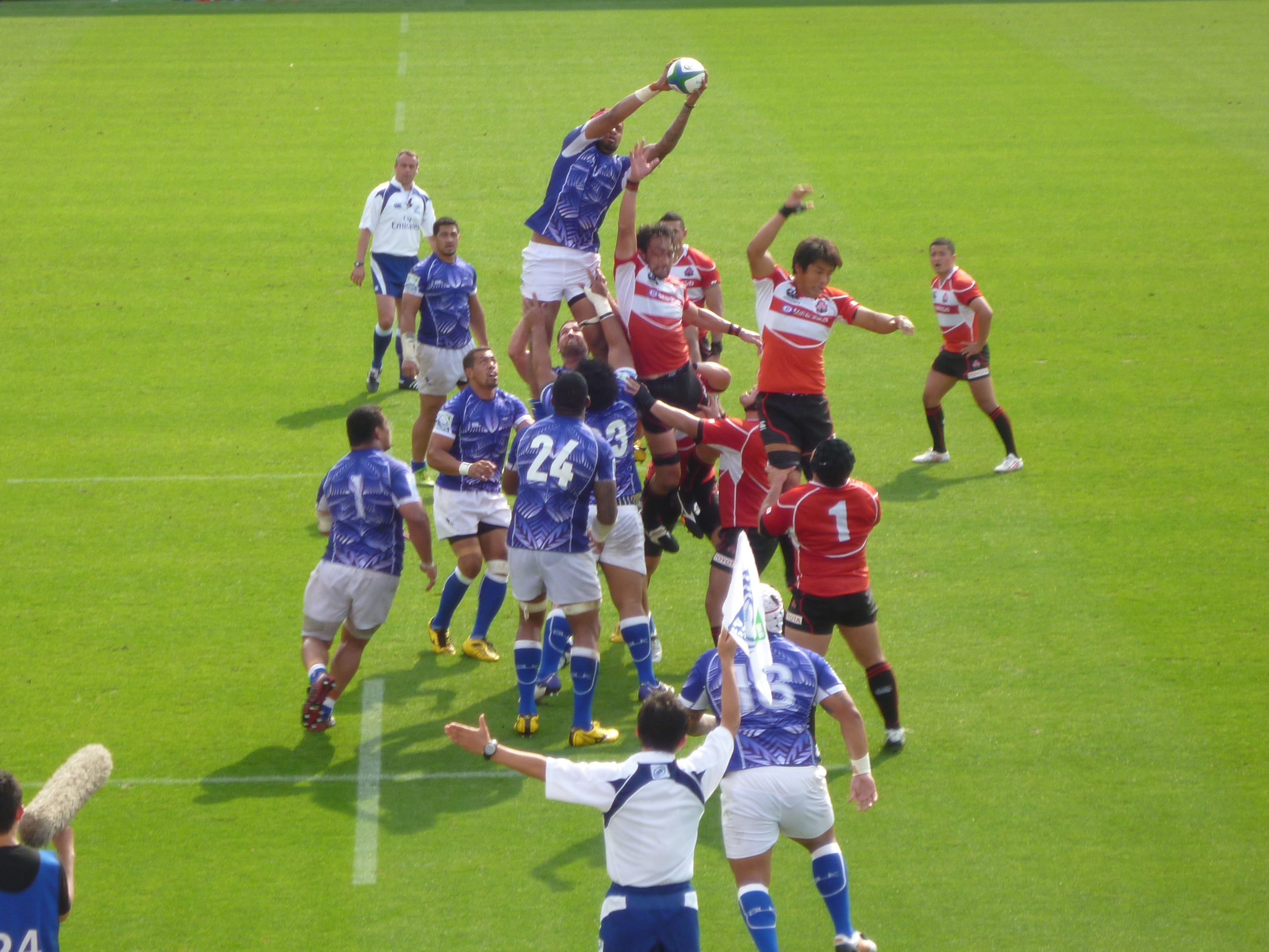
Japan gegen Samoa beim Pacific Nations Cup 2012

Élissalde war der erste ausländische Nationaltrainer überhaupt und hatte einen guten Start mit vier Siegen in Folge, wodurch die Japaner ein weiteres Mal den Asienmeistertitel errangen. Bei der ersten Begegnung mit Georgien am 14. Mai 2006, die Japan mit 32:7 gewann, stellte Daisuke Ōhata einen neuen Weltrekord für die meisten in Test Matches erzielten Versuche auf; zu Buche standen nun 65 Versuche, einer mehr als der bisherige Rekordhalter David Campese. Anschließend folgten vier klare Niederlagen gegen Tonga, Italien, Samoa und Fidschi, die deutlich die Schwächen der japanischen Mannschaft aufzeigten. Der Verband sprach Élissalde im Juli 2006 weiterhin das Vertrauen aus, entließ ihn aber drei Monate später trotzdem: Er hatte den Posten als Sportmanager beim französischen Verein Aviron Bayonnais angenommen, ohne dies mit der JRFU abzusprechen. Kurzfristig sprang Teammanager Osamu Ōta ein. Unter seiner Führung gelang erneut die WM-Qualifikation. Ōta hatte auch dafür besorgt, dass die JRFU am 25. Oktober 2006 die Verpflichtung des Rugbystars John Kirwan bekanntgeben konnte (der Neuseeländer hatte einst zusammen mit Ōta für die NEC Green Rockets gespielt).
Zu Jahresbeginn 2007 trat Kirwan das Amt als Nationaltrainer an. Sein erklärtes Ziel war die Entwicklung eines japanischen Rugbyspiels im „Geiste der Samurai“. Dadurch sollte insbesondere das Ansehen des Teams wiederhergestellt werden, das seit der Weltmeisterschaft 1995 unter einem negativen Image in der Öffentlichkeit litt und die Weiterentwicklung des Rugbysports im Allgemeinen gebremst hatte. Im April 2007 berichteten die Nachrichten von NHK über das Trainingscamp der Mannschaft, was als Zeichen des wachsenden Interesses gewertet wurde. Das erste Test Match unter Kirwans Leitung endete mit einem sehr deutlichen 82:0-Sieg über Südkorea. In der Gruppenphase der Weltmeisterschaft 2007 in Frankreich strebte er den dritten Rang an, was die automatische Qualifikation für die nächste Endrunde bedeutet hätte. Zu diesem Zweck sollten die Spitzenspieler gegen die „großen“ Nationen geschont werden. Dieser Strategie entsprechend unterlagen die Japaner deutlich den Australiern mit 3:91 und den Walisern mit 18:72. Gegen Fidschi resultierte eine knappe 31:35-Niederlage, wodurch das angestrebte Ziel nicht mehr erreichbar war. Im letzten Gruppenspiel gegen Kanada spielten die Japaner 12:12 unentschieden. Immerhin vermieden sie erstmals nach 14 WM-Spielen eine Niederlage und belegten zum ersten Mal überhaupt nicht den letzten Gruppenrang.
Auch wenn das Minimalziel verpasst worden war, hielt die JRFU an Kirwan fest und begründete dies mit kurzen Vorbereitungszeit sowie dem verletzungsbedingten Ausfall mehrerer Spieler vor dem Turnier. 2008 entschied Japan in überzeugender Manier die Asienmeisterschaft für sich. Dieser Erfolg konnte in den beiden darauf folgenden Jahren wiederholt werden. Der im Juli 2009 erfolgte Zuschlag für die Ausrichtung der Weltmeisterschaft 2019 löste Begeisterung aus und gab dem japanischen Rugbysport eine langfristige Zukunftsperspektive. 2011 entschieden die Japaner bei ihrer sechsten Teilnahme erstmals den Pacific Nations Cup für sich. Zwar hatte Tonga bei gleich vielen Tabellenpunkten das bessere Spielpunkteverhältnis, der Turniersieg ging jedoch aufgrund des Ergebnisses der direkten Begegnung an Japan. Trotz dieser vielversprechender Ausgangslage verlief die Weltmeisterschaft 2011 in Neuseeland enttäuschend und der dritte Gruppenrang als Minimalziel wurde erneut verpasst. Während die Mannschaft im ersten Gruppenspiel noch einigermaßen mit Frankreich mithalten konnte, folgte gegen Neuseeland eine 7:83-Niederlage. Die Partie gegen Tonga ging mit 18:31 verloren, jene gegen Kanada endete 23:23 unentschieden. Kirwan geriet nach dem Ausscheiden unter Druck und gab noch während des Turniers seinen Rücktritt bekannt. Obwohl die Nationalmannschaft erneut keinen Sieg bei einer Weltmeisterschaft erzielen konnte, war Kirwans Gewinnbilanz gesamthaft gesehen positiv.
Ende Dezember 2011 stellte die JRFU Eddie Jones als neuen Nationaltrainer vor. Der Australier mit japanischen Wurzeln war 1996 bereits Assistenztrainer der Nationalmannschaft gewesen und hatte zuletzt drei Jahre lang den Verein Suntory Sungoliath trainiert. Er setzte sich zum Ziel, die Schwäche in Standardsituationen zu beseitigen, denn nur so könnten die Japaner gegen stärkere Mannschaften bestehen. Bei der Asienmeisterschaft 2012 setzte Jones auf nicht weniger als zehn Neulinge, dennoch waren die Japaner allen Gegnern deutlich überlegen und sicherten sich den 20. Titel. Beim 106:3-Sieg über die Vereinigten Arabischen Emirate am 5. Mai stellte der erst 18-jährige Yoshikazu Fujita mit sechs Versuchen einen neuen Asienrekord für die meisten Versuche in einem Spiel auf. Bei der Asienmeisterschaft 2013 blieben sämtliche Gegner wiederum chancenlos. Im Rahmen der Mid-year Internationals 2013 empfing Japan die Waliser zu zwei Test Matches. Während das erste knapp mit 18:22 verloren ging, konnte am 15. Juni das zweite mit 23:8 gewonnen werden. Somit gelang den Japanern erstmals überhaupt ein Sieg über die Waliser.
Am 16. Oktober 2013 wurde Jones mit Verdacht auf einen Schlaganfall ins Krankenhaus eingeliefert, das er jedoch zwei Tage später wieder verlassen konnte. Er verpasste Japans Spiele bei den End-of-year Internationals 2013 und wurde während der Rekonvaleszenz durch seinen australischen Assistenten Scott Wisemantel vertreten. Wieder unter Jones’s Führung, sicherte sich Japan überlegen den Asienmeistertitel 2014 und entschied im selben Jahr zum zweiten Mal den Pacific Nations Cup für sich. Außerdem konnte bei den Mid-year Internationals 2014 erstmals Italien bezwungen werden. Mit diesem zehnten Sieg in einem Test Match hintereinander stießen die Japaner erstmals unter die besten zehn in der Weltrangliste vor.

### Anschluss an die Weltspitze
Der Titelgewinn bei der Asienmeisterschaft 2015 war nie gefährdet. Allerdings musste das letzte Spiel gegen Hongkong nach wenigen Minuten abgebrochen und 0:0 unentschieden gewertet werden, da heftiger Regen das Spielfeld überschwemmte. Mit dem vierten Schlussrang beim darauf folgenden Pacific Nations Cup 2015 blieben die Japaner weit unter den Erwartungen. Hingegen resultierten bei den WM-Vorbereitungsspielen zwei deutliche Siege über Uruguay und ein knapper Erfolg über Georgien. Entsprechend bescheiden waren die Erwartungen der Öffentlichkeit vor dem Beginn der in England stattfindenden Weltmeisterschaft 2015. Völlig unerwartet und entgegen allen Prognosen bezwangen die Japaner im ersten Gruppenspiel in Brighton den haushohen Favoriten Südafrika mit 34:32. Dieser Erfolg der als völlig chancenlos eingestuften Außenseiter gilt als eine der größten Überraschungen der Rugbygeschichte. Verschiedene Rugby-Experten zogen Vergleiche mit dem „Miracle on Ice“ im Eishockey. Wegen der kurzen Regenerationszeit hielten die Japaner gegen Schottland nur eine Halbzeit lang mit und mussten sich mit 10:45 geschlagen geben. Anschließend siegten sie mit 26:5 über Samoa und mit 28:18 über die USA. Trotz dreier Siege verpasste Japan die Qualifikation für das Viertelfinale; damit schied erstmals eine Mannschaft aus, die während der Gruppenphase dreimal gewinnen konnte.

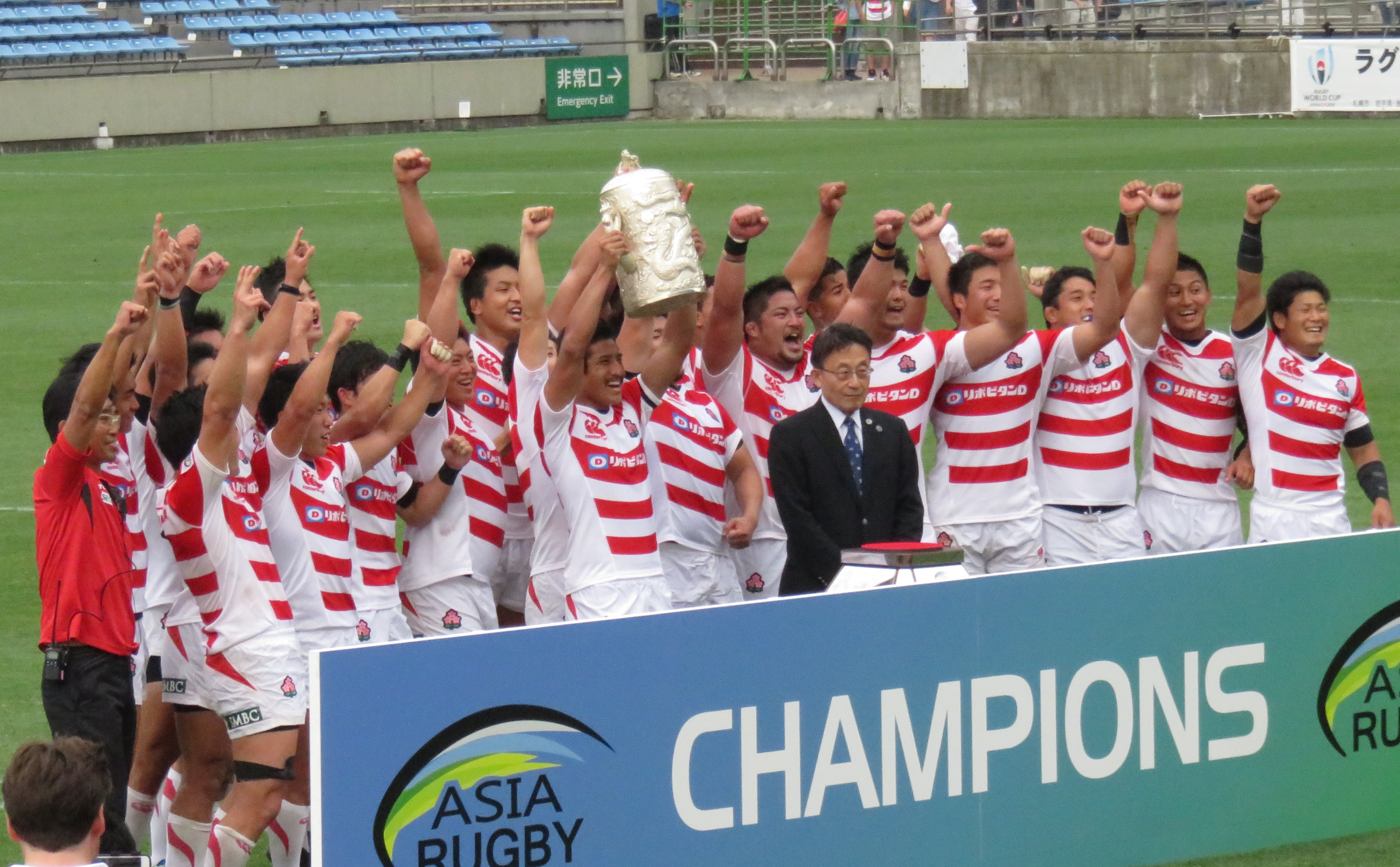
Japan nach dem Sieg bei der Asienmeisterschaft 2016

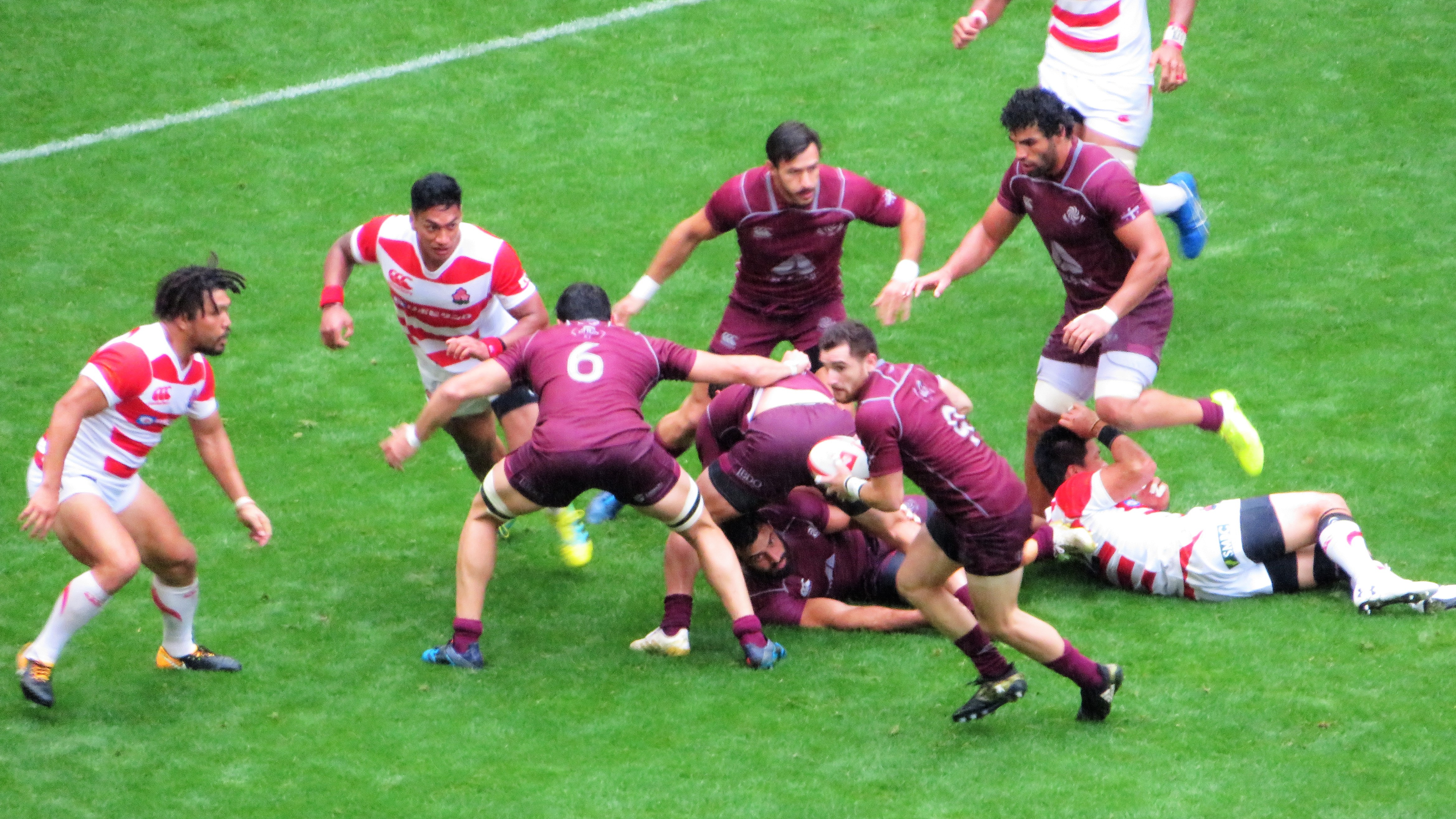
Georgien gegen Japan (2018)

Nach der Weltmeisterschaft trat Jones auf eigenen Wunsch zurück. Die JRFU stellte im Januar 2016 den Neuseeländer Jamie Joseph als neuen Nationaltrainer vor, der aber noch bis August vertraglich an die Highlanders in Dunedin gebunden war. Bis zu seinem Amtsantritt waren Ryūji Nakatake und Mark Hammett interimistisch tätig. Sowohl 2016 als auch 2017 entschieden die Japaner in gewohnt überlegener Manier die Asienmeisterschaft für sich. Während den End-of-year Internationals 2017 gelang ihnen erneut ein Achtungserfolg, als sie auswärts den Franzosen ein 23:23-Unentschieden abringen konnten. Die Asienmeisterschaften der Jahre 2018 und 2019 dienten gleichzeitig als WM-Qualifikation; da die Japaner als Gastgeber bereits einen Startplatz sicher hatten, verzichteten sie auf die Teilnahme. 2018 gelangen ihnen unter anderem Heimsiege über Italien und Georgien. Im darauf folgenden Jahr entschieden sie den Pacific Nations Cup für sich, mit Siegen über Fidschi, Tonga und die USA. Als Vorbereitung auf die Weltmeisterschaft im eigenen Land empfingen sie zwei Wochen vor Turnierbeginn Südafrika und unterlagen deutlich mit 7:41.
Die Weltmeisterschaft 2019, die erste in Asien und außerhalb der „traditionellen“ Rugbynationen, übertraf alle Erwartungen. Sie löste im Gastgeberland einen regelrechten Boom aus, den der Verband dazu nutzen will, die Popularität von Rugby langfristig zu sichern und eine breitere Spielerbasis zu schaffen. Einen wesentlichen Anteil daran hatten die Erfolge der japanischen Nationalmannschaft. Nach dem durchaus erwarteten 30:10-Auftaktsieg über Russland gelang ihr eine Überraschung, als sie im zweiten Spiel Irland mit 19:12 bezwang. Die Art, wie sie den Weltranglistenführenden phasenweise richtiggehend dominierte, verblüffte selbst Experten. Nach dem ungefährdeten 38:19-Erfolg über Samoa gab es vorübergehend Befürchtungen, dass das letzte Gruppenspiel gegen Schottland in Yokohama wegen des Taifuns Hagibis nicht stattfinden könne. Das Spiel fand jedoch wie geplant statt und endete mit einem 28:21-Erfolg der Japaner, die sich damit ungeschlagen zum ersten Mal überhaupt für die K.-o.-Runde qualifizierten. Im Viertelfinale unterlagen sie den späteren Weltmeistern aus Südafrika mit 3:26. Aufgrund ihrer herausragenden Leistungen war die Mannschaft bei den Laureus Awards 2020 als „Durchbruch des Jahres“ nominiert. Als Konsequenz dieses Erfolges beschloss World Rugby im Mai 2020, Japan als erstes asiatisches Land in die erste Stärkeklasse (Tier 1) aufzunehmen. Damit verbunden sind häufigere Begegnungen mit den übrigen etablierten Rugbynationen.
Aufgrund der Reisebeschränkungen während der COVID-19-Pandemie konnte die japanische Nationalmannschaft im Jahr 2020 kein einziges Spiel bestreiten. 2021 traf sie erstmals auf die British and Irish Lions – der Auswahl der besten Spieler aus England, Irland, Schottland und Wales – unterlag jedoch mit 10:28. Beim Pacific Nations Cup 2023 erreichten die Japaner nach einem Sieg gegen Tonga, aber auch Niederlagen gegen Fidschi und Samoa, den dritten Platz. Aufgrund des Erfolges bei der Heim-WM war Japan automatisch für das darauf folgende Turnier in Frankreich qualifiziert, bei der es nach Siegen gegen den Debütanten Chile (42:12) und Samoa (28:22), aber auch Niederlagen gegen England (12:34) und Argentinien (27:39), den dritten Gruppenplatz erreichte und sich direkt für die WM 2027 in Australien qualifizierte. Den Pacific Nations Cup 2024 beendete die Mannschaft mit einer Finalniederlage gegen Fidschi auf dem zweiten Platz.

## Trikot, Logo und Spitzname

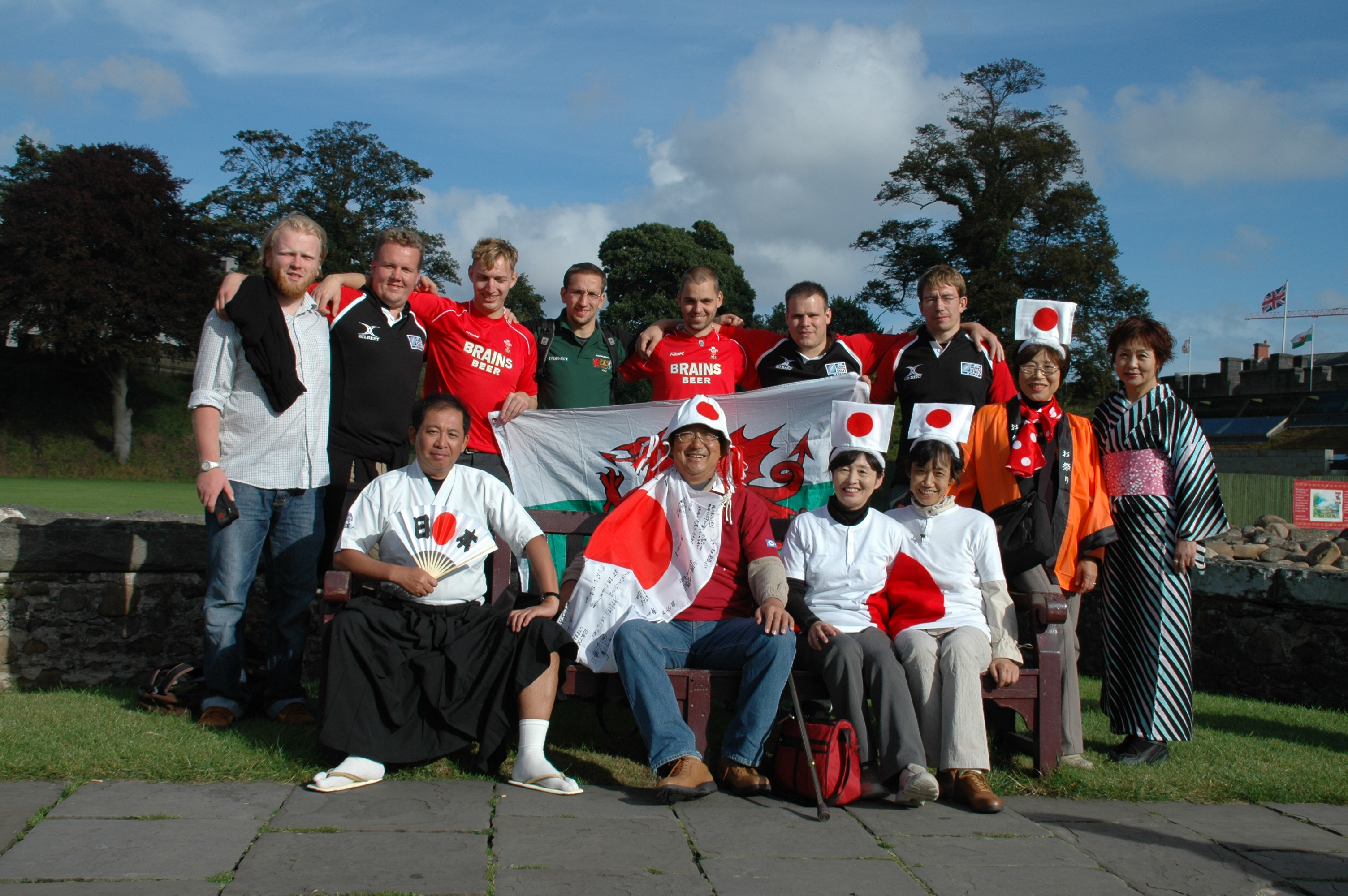
Japanische und walisische Fans bei der WM 2007

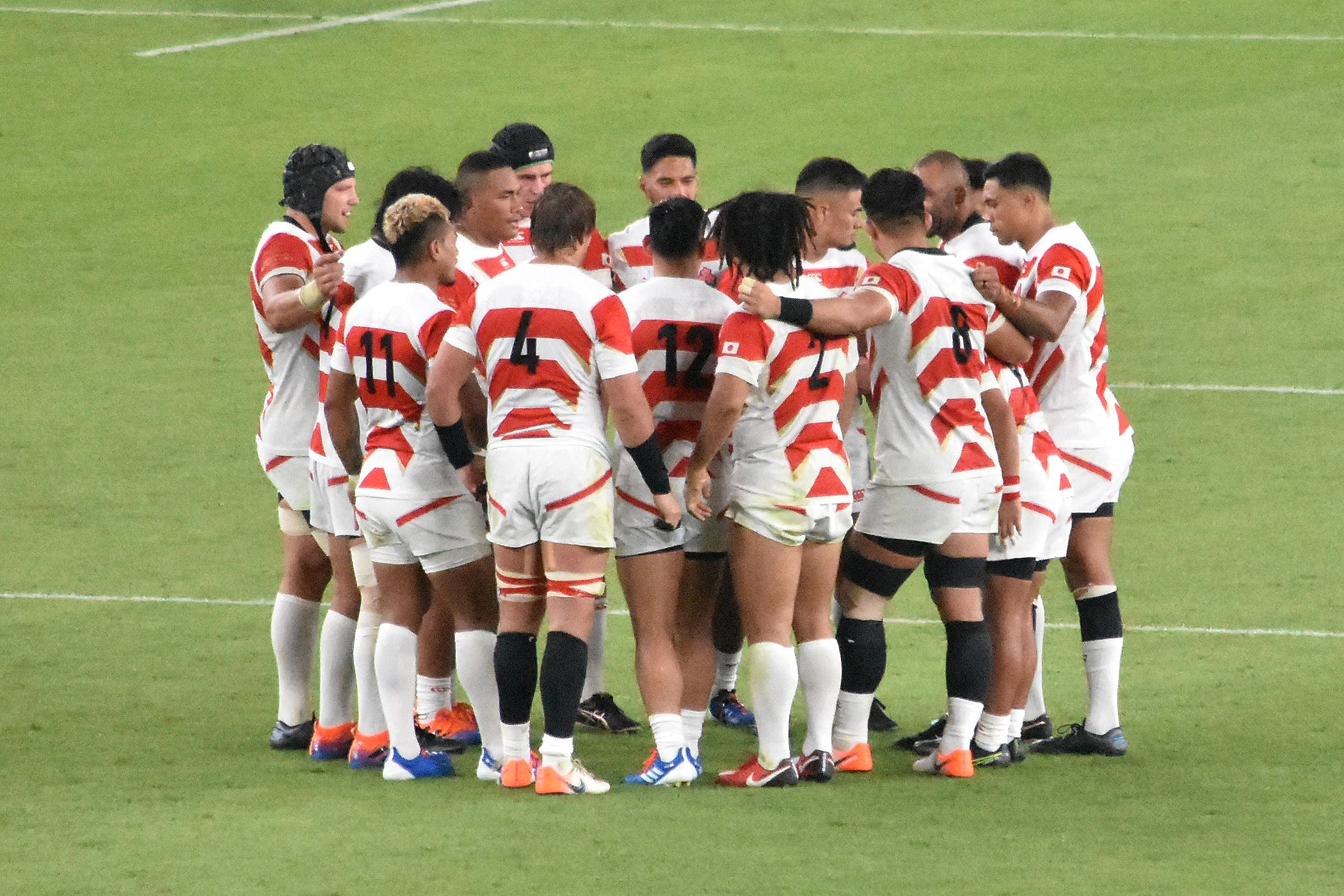
Japans Trikot bei der Weltmeisterschaft 2019

Japan spielt traditionell in rot-weiß gestreiften Trikots (mit weißen Kragen und Manschetten) mit einer aufgedruckten japanischen Kirschblüte (Sakura) auf der Brust, weißen Hosen und weißen Socken mit roten Streifen. Zwischen 2003 und 2011 war das Trikot vor allem in rot mit zwei parallelen weißen Streifen auf der Brust und weißen Farbakzenten, teilweise mit schwarzen oder dunkelblauen Socken und Hosen, gehalten.
Am 4. Juli 2019 stellte die JRFU das Trikot für die Weltmeisterschaft 2019 vor: Es zeigt die üblichen rot-weißen Streifen, die aber in Form eines stilisierten Samurai-Helms (Kabuto) angeordnet sind. Dieses Motiv steht für die Tradition des japanischen Kriegergeistes. Die Kombination aus Samurai und Sakura ist seit Jahrhunderten in der japanischen Kultur bekannt. Das Auswärtstrikot besteht meist aus einem dunkelblauen Shirt mit weißen oder dunkelblauen Hosen und dunkelblauen Socken, manchmal mit weißen Streifen oder Paneelen oder schwarzen Farbakzenten. Seit den 1960er Jahren ist Canterbury der Trikotausrüster der japanischen Mannschaft. Derzeit ist Lipovitan D der Trikotsponsor.
Das Sakura-Logo des Verbandes und der Nationalmannschaft zeigt drei Kirschblüten in voller Blüte. Bei der Gründung der Nationalmannschaft im Jahr 1930 bestand das Logo aus einer Knospe, einer sich öffnenden Blüte und einer vollständig geöffneten Blüte. 1952 waren alle drei Sakura in voller Blüte. Wann und wie sich diese Änderung durchgesetzt hat, lässt sich nicht mehr nachvollziehen. Fest steht, dass das ursprüngliche Design von der Sportartikelhändlerin Ishi Fukui (1892–1993) stammt. Sie führte seit 1922 in Kyōto einen Laden, der unter anderem importierte Rugby-Artikel anbot, und war mit verschiedenen Spielern und Trainern befreundet, weshalb sie in späteren Jahren auch als „Rugby-Großmutter“ bezeichnet wurde.
Jahrzehntelang besaß die Nationalmannschaft in Japan selbst keinen eigentlichen Spitznamen, während sie im Ausland gelegentlich als Sakuras oder Cherry Blossoms („Kirschblüten“) bezeichnet wurde. Bei der Weltmeisterschaft 2003 war der englische Journalist Richard Freeman von der ungewohnt starken Defensivleistung der Japaner im Vorrundenspiel gegen Schottland derart beeindruckt, dass er in Artikeln für The Japan Times von den Brave Blossoms („mutige Blüten“) zu schreiben begann. Die JRFU war zunächst wenig angetan, änderte ihre Meinung aber 2015 nach dem Sieg über Südafrika und begann den Spitznamen aktiv zu vermarkten. Im Japanischen wird die englischsprachige Bezeichnung unverändert übernommen, aber in der Katakana-Schrift ブレイブ・ブロッサムズ geschrieben, woraus sich die Aussprache Bureibu burossamuzu ergibt.

## Trikotausrüster und -sponsoren

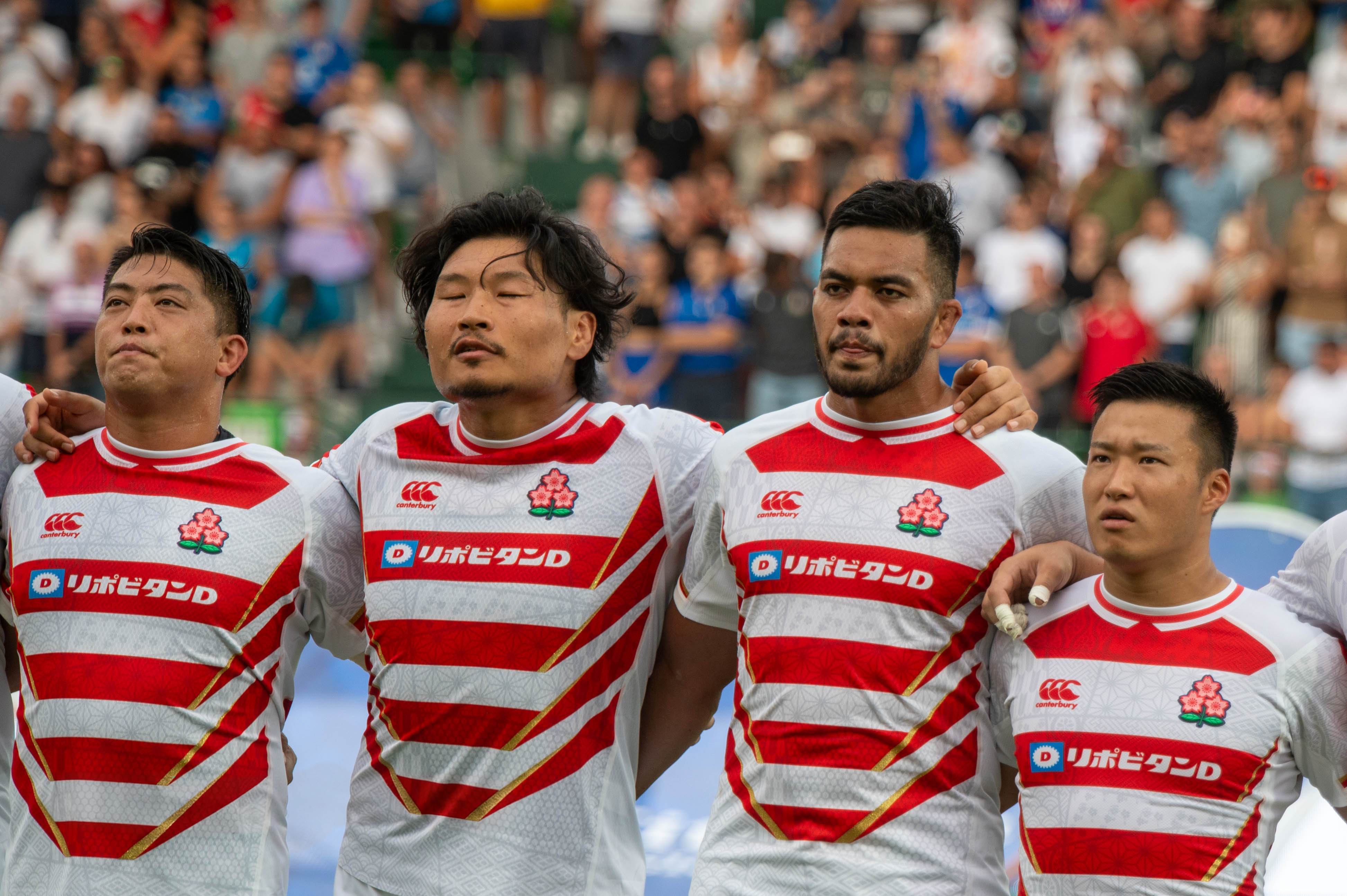
Japans Trikot wie es auch bei der Weltmeisterschaft 2023 getragen wurde

Seit 1982 traten die folgenden Trikotausrüster und -sponsoren in Erscheinung:
| Trikotausrüster | Trikotausrüster | Trikotsponsor                                 | Trikotsponsor |
| Zeitraum        | Marke           | Marke                                         | Zeitraum      |
| --------------- | --------------- | --------------------------------------------- | ------------- |
| 1982            | Suzuki Sports   | –                                             | 1982          |
| 1987–1995       | Sceptre         | –                                             | 1987–1995     |
| seit 1997       | Canterbury      | SoftBank Telecom                              | 1997–2001     |
| seit 1997       | Canterbury      | Lipovitan (Vorderseite) & Toshiba (Rückseite) | aktuell       |

## Stadien

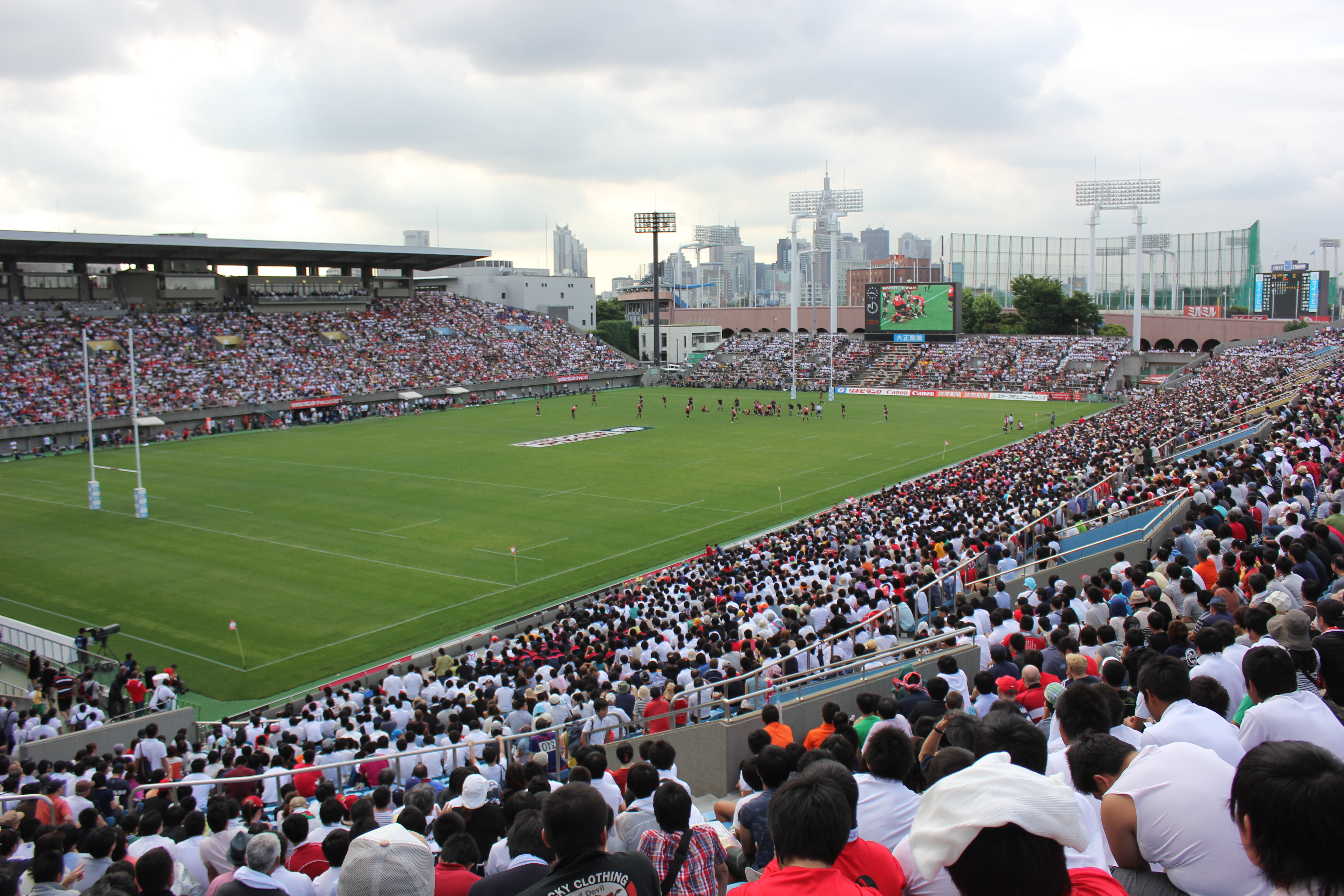
Das Prinz-Chichibu-Rugbystadion in Tokio

Das traditionelle Heimstadion für Länderspiele ist das Prinz-Chichibu-Rugbystadion im Bezirk Minato der Hauptstadt Tokio, wo auch der Verband seinen Hauptsitz hat. Das Stadion entstand 1947 und wurde, um seiner Unterstützung des Rugbysports in Japan zu gedenken, sechs Jahre später nach dem verstorbenen Prinzen Chichubu benannt, dem jüngeren Bruder von Tennō Shōwa. Hier fanden bisher mehr als die Hälfte aller Heimspiele der Nationalmannschaft statt. Von 2016 bis 2020 war es neben dem Nationalstadion Singapur auch das Heimatstadion der Sunwolves, Japans Super-Rugby-Mannschaft. Das Prinz-Chichibu-Rugbystadion fand während der Weltmeisterschaft 2019 keine Verwendung; es soll nach den Olympischen Sommerspielen 2020 abgerissen und durch ein Baseballstadion ersetzt werden. Gleichzeitig soll das benachbarte Meiji-jingū Yakyūjō ebenfalls abgerissen und einem neuen Rugbystadion weichen.
Am zweithäufigsten für Länderspiele genutzt wird das Kintetsu-Hanazono-Rugbystadion in Higashiōsaka, einem Vorort von Osaka. Es ist das Heimstadion der Kintetsu Liners und bietet 30.000 Zuschauern Platz. 1932 war es der Austragungsort des ersten Spiels gegen Kanada. Seit Mitte der 1990er Jahre achtet der Verband vermehrt darauf, auch Städte in anderen Regionen zu berücksichtigen, wofür dann überwiegend Fußballstadien genutzt werden.

## Test Matches

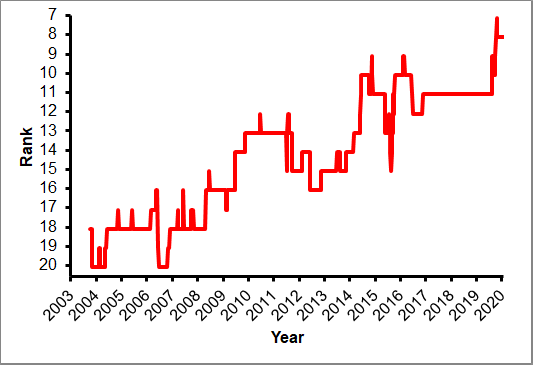
Japans Position in der World-Rugby-Weltrangliste seit dem 10. Oktober 2003

Japan hat 211 seiner bisher 360 Test Matches gewonnen, was einer Gewinnquote von 58,61 % entspricht. Die Statistik der Test Matches Japans gegen alle Nationen, alphabetisch geordnet, ist wie folgt (Stand: 12. August 2025):
| Land                         | Spiele | Gewonnen | Unent- schieden | Verloren | % Siege |
| ---------------------------- | ------ | -------- | --------------- | -------- | ------- |
| Arabien                      | 3      | 3        | 0               | 0        | 100,00  |
| Argentinien                  | 7      | 1        | 0               | 6        | 14,29   |
| Australien                   | 6      | 0        | 0               | 6        | 0,00    |
| Chile                        | 1      | 1        | 0               | 0        | 100,00  |
| Chinesisch Taipeh            | 17     | 17       | 0               | 0        | 100,00  |
| England                      | 6      | 0        | 0               | 6        | 0,00    |
| Fidschi                      | 20     | 4        | 0               | 16       | 20,00   |
| Frankreich                   | 8      | 0        | 1               | 7        | 0,00    |
| Georgien                     | 7      | 5        | 0               | 2        | 71,43   |
| Hongkong                     | 36     | 31       | 1               | 4        | 86,11   |
| Irland                       | 10     | 1        | 0               | 9        | 10,00   |
| Italien                      | 10     | 2        | 0               | 8        | 20,00   |
| Kanada                       | 26     | 16       | 2               | 8        | 61,54   |
| Kasachstan                   | 6      | 6        | 0               | 0        | 100,00  |
| Malaysia                     | 6      | 6        | 0               | 0        | 100,00  |
| Neuseeland                   | 6      | 0        | 0               | 6        | 0,00    |
| Niederlande                  | 1      | 0        | 0               | 1        | 0,00    |
| Philippinen                  | 2      | 2        | 0               | 0        | 100,00  |
| Portugal                     | 1      | 1        | 0               | 0        | 100,00  |
| Rumänien                     | 6      | 5        | 0               | 1        | 83,33   |
| Russland                     | 7      | 6        | 0               | 1        | 85,71   |
| Samoa                        | 20     | 7        | 0               | 13       | 35,00   |
| Schottland                   | 8      | 1        | 0               | 7        | 12,50   |
| Simbabwe                     | 1      | 1        | 0               | 0        | 100,00  |
| Singapur                     | 8      | 8        | 0               | 0        | 100,00  |
| Spanien                      | 3      | 3        | 0               | 0        | 100,00  |
| Sri Lanka                    | 10     | 10       | 0               | 0        | 100,00  |
| Südafrika                    | 3      | 1        | 0               | 2        | 33,33   |
| Südkorea                     | 41     | 33       | 1               | 7        | 80,49   |
| Thailand                     | 9      | 9        | 0               | 0        | 100,00  |
| Tonga                        | 19     | 10       | 0               | 9        | 52,63   |
| Uruguay                      | 6      | 5        | 0               | 1        | 83,33   |
| Wales                        | 12     | 2        | 0               | 10       | 16,67   |
| Vereinigte Arabische Emirate | 3      | 3        | 0               | 0        | 100,00  |
| Vereinigte Staaten           | 25     | 11       | 1               | 13       | 44,44   |
| Gesamt                       | 360    | 211      | 6               | 143      | 58,61   |

Zahlreiche Begegnungen der Nationalmannschaft erhielten nicht den offiziellen Status als Test Match. In den ersten Jahrzehnten handelte es sich dabei überwiegend um Spiele britischer, australischer und neuseeländischer Universitätsauswahlteams. Ab den 1970er Jahren kamen auch Spiele gegen traditionelle Rugby-Nationalteams hinzu. Das Aufwärmspiel der British and Irish Lions vor ihrer Tour 2021 nach Südafrika wird von den Lions nicht als Test Match gewertet.

## Erfolge

### Weltmeisterschaften

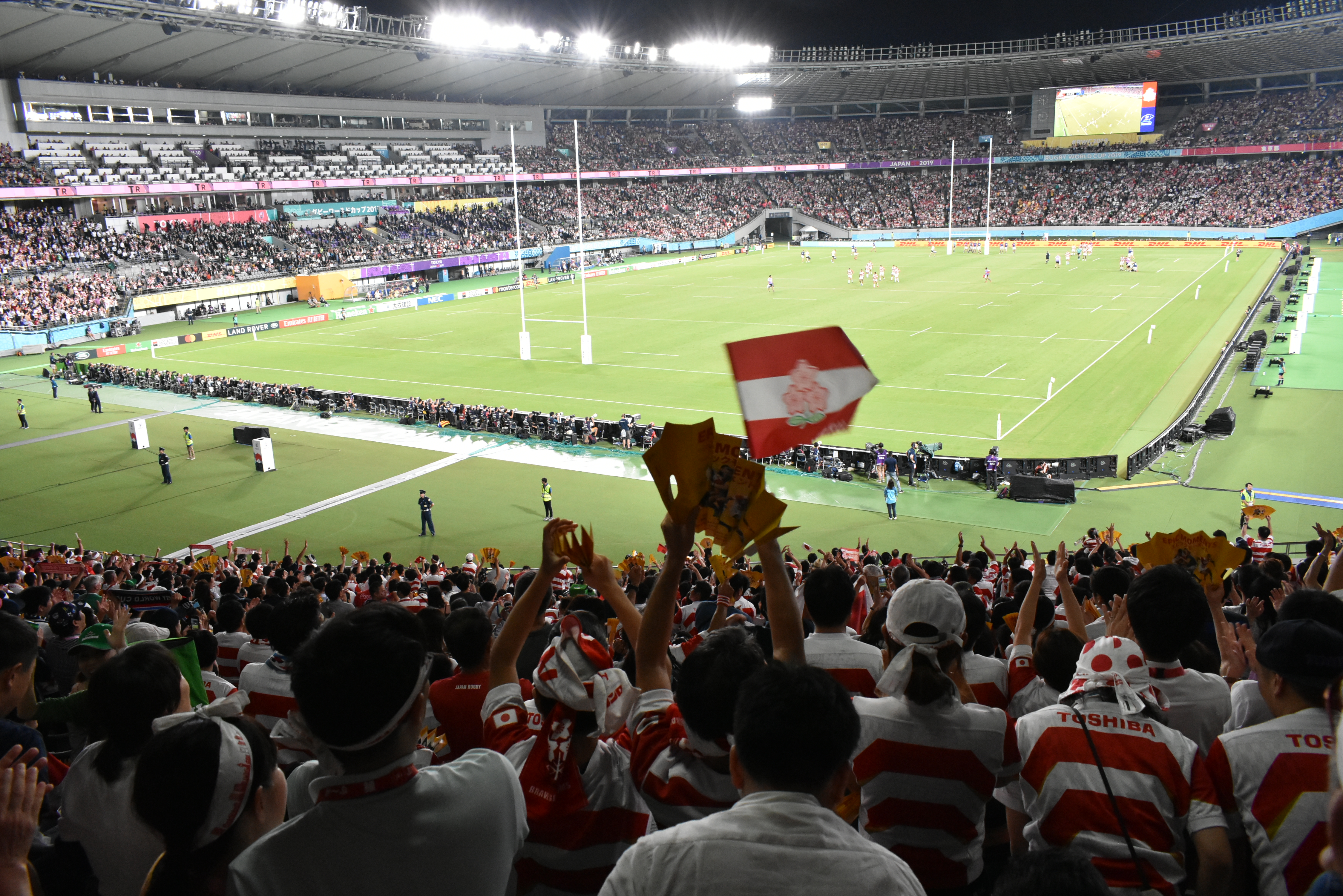
Eröffnungsspiel der WM 2019 gegen Russland in Chōfu

Japan hat, seit deren Einführung 1987, an jeder Weltmeisterschaft teilgenommen. Mit nur einem Sieg über Simbabwe bei der 1991 und jeweils einem Unentschieden gegen Kanada bei den Weltmeisterschaften 2007 und 2011 war die Erfolgsbilanz bis zur 2015 jedoch bescheiden. 2015 bezwang Japan überraschenderweise Südafrika mit 34:32 (seit 1991 ihr erster Sieg), worauf Siege gegen Samoa und die Vereinigten Staaten folgten. Japan war Gastgeber der 2019. Die Nationalmannschaft schloss die Gruppenphase mit vier Siegen als Gruppenerster ab und schied im Viertelfinale gegen den späteren Weltmeister Südafrika aus. 2023 erzielten die Japaner je zwei Siege und Niederlagen.
| Jahr | Resultat        | Spiele          | Siege           | Unent.          | Ndlg.           | +/-             | Punkte          |
| ---- | --------------- | --------------- | --------------- | --------------- | --------------- | --------------- | --------------- |
| 1987 | Vorrunde        | 3               | 0               | 0               | 3               | 48:123          | 0               |
| 1991 | Vorrunde        | 3               | 1               | 0               | 2               | 77:87           | 5               |
| 1995 | Vorrunde        | 3               | 0               | 0               | 3               | 55:252          | 0               |
| 1999 | Vorrunde        | 3               | 0               | 0               | 3               | 36:140          | 0               |
| 2003 | Vorrunde        | 4               | 0               | 0               | 4               | 79:163          | 0               |
| 2007 | Vorrunde        | 4               | 0               | 1               | 3               | 64:210          | 3               |
| 2011 | Vorrunde        | 4               | 0               | 1               | 3               | 69:184          | 2               |
| 2015 | Vorrunde        | 4               | 3               | 0               | 1               | 98:100          | 12              |
| 2019 | Viertelfinale   | 5               | 4               | 0               | 1               | 118:88          | 19              |
| 2023 | Vorrunde        | 4               | 2               | 0               | 2               | 109:107         | 9               |
| 2027 | qualifiziert    | qualifiziert    | qualifiziert    | qualifiziert    | qualifiziert    | qualifiziert    | qualifiziert    |
| 2031 | noch ausstehend | noch ausstehend | noch ausstehend | noch ausstehend | noch ausstehend | noch ausstehend | noch ausstehend |

### Asienmeisterschaften
Die japanische Nationalmannschaft nahm zwischen 1969 und 2017 an Asienmeisterschaften teil und gewann in diesem Zeitraum 25 Turniere, hinzu kamen fünf zweite Plätze. Japan erreichte bei Asienmeisterschaften bislang immer das Finale. Seit 2018 nahm Japan nicht mehr an dem Turnier teil, wodurch die Turniere 2018 und 2022 als Qualifikationen für die Weltmeisterschaft 2019 bzw. 2023 dienen konnten.
- Turniersiege (25): 1969, 1970, 1972, 1974, 1976, 1978, 1980, 1984, 1992, 1994, 1996, 1998, 2000, 2004, 2006–07, 2008, 2009, 2010, 2011, 2012, 2013, 2014, 2015, 2016, 2017

### Pazifikmeisterschaften
Japan wird regelmäßig zur Teilnahme am Pacific Nations Cup eingeladen, dem jährlichen Turnier mit den drei pazifischen Rugbynationen Fidschi, Samoa und Tonga. Dabei gelangen drei Turniersiege.
- Turniersiege (3): 2011, 2014, 2019

Das Vorgängerturnier Pacific Rim Rugby Championship konnten die Japaner einmal gewinnen:
- Turniersieg (1): 1999

### Asienspiele
Bei den Asienspielen stand Rugby Union 1998 und 2002 auf dem Programm (seitdem die Siebener-Variante). Beide Male gewann Japan die Silbermedaille.

### Weitere Test Matches
Während der Amateur-Ära tourte Japan zum Teil monatelang ins Ausland, um gegen andere Nationalteams sowie Regionalauswahlen und Vereinsmannschaften anzutreten. Ebenso empfing man in Japan tourende Nationalteams. Die Touren nach alter Tradition kamen um das Jahr 2000 zum Erliegen. Heute stehen für Test Matches gegen Teams der südlichen Hemisphäre jedes Jahr zwei Zeitfenster zur Verfügung. Bei den Mid-year Internationals im Juni reist Japan in die Südhemisphäre, bei den End-of-year Internationals im November empfängt man Mannschaften aus der Südhemisphäre in Japan. Im Gegensatz zu den meisten anderen Rugbynationen spielt Japan dabei jedoch um keine Trophäen gegen seine Gegner.

## Spieler

### Auswahl der Spieler
Japan sieht sich üblicherweise als Staat mit einer sehr homogenen Bevölkerung; so sind 98 % der Einwohner ethnische Japaner. Einen augenfälligen Kontrast dazu bildet die Rugby-Nationalmannschaft, die als Symbol einer ansonsten kaum vorhandenen Diversität gilt. Während der Weltmeisterschaft 2019 waren über die Hälfte der Spieler entweder ethnisch Nicht-Japaner oder gemischter Herkunft (Hafu). 16 der 31 Teammitglieder stammten ursprünglich aus Neuseeland, Samoa, Südafrika, Südkorea oder Tonga. Gemäß den Regeln von World Rugby müssen Spieler nicht zwingend die Staatsbürgerschaft jenes Landes besitzen, das sie repräsentieren. Es genügt ein im entsprechenden Land geborener Eltern- oder Großelternteil oder ein während fünf Jahren ununterbrochener fester Wohnsitz (bis Ende 2020 waren es drei Jahre).
Als Reaktion auf die enttäuschende Weltmeisterschaft 1987 begann die JRFU vor allem die Positionen der Vordermannschaft mit im Ausland geborenen Spielern zu verstärken. Dadurch sollte einerseits der physische Nachteil der Japaner im Gedränge wettgemacht werden. Andererseits sollte so das Niveau der einheimischen Spieler gehoben werden, damit diese mit den durchwegs größer gewachsenen Mitspielern mithalten. Lange Zeit war diese Strategie nicht von Erfolg gekrönt, da einheimische und ausländische Spieler durch unterschiedliche Spielstile geprägt waren. Hinzu kam das Problem, dass auf gewissen Positionen die Ausländer klar im Vorteil waren. Erst ab den späten 2000er Jahren konnte allmählich eine Balance gefunden werden, die schließlich dazu beitrug, den Anschluss an die Weltspitze zu finden.

### Aktueller Kader
Die folgenden Spieler bilden den Kader während des Pacific Nations Cup 2025:
| Spieler           | Position         | Mannschaft            | Länderspiele |
| ----------------- | ---------------- | --------------------- | ------------ |
| Shinobu Fujiwara  | Gedrängehalb     | Kubota Spears         | 12           |
| Kenta Fukuda      | Gedrängehalb     | Tokyo Sungoliath      | 01           |
| Shuntaro Kitamura | Gedrängehalb     | Shizuoka Blue Revs    | 01           |
| Sam Greene        | Verbinder        | Shizuoka Blue Revs    | 01           |
| Ichigo Nakakusu   | Verbinder        | Black Rams Tokyo      | 02           |
| Lee Seung-Sin     | Verbinder        | Kobe Steelers         | 20           |
| Yuki Ikeda        | Innendreiviertel | Black Rams Tokyo      | 0            |
| Shōgo Nakano      | Innendreiviertel | Tokyo Sungoliath      | 09           |
| Tomoki Osada      | Innendreiviertel | Saitama Wild Knights  | 17           |
| Dylan Riley       | Innendreiviertel | Saitama Wild Knights  | 30           |
| Siosaia Fifita    | Außendreiviertel | Toyota Verblitz       | 16           |
| Kippei Ishida     | Außendreiviertel | Yokohama Canon Eagles | 02           |
| Haruto Kida       | Außendreiviertel | Kubota Spears         | 0            |
| Malo Tuitama      | Außendreiviertel | Shizuoka Blue Revs    | 08           |
| Jingo Takenoshita | Schlussmann      | Meiji-Universität     | 0            |

| Spieler           | Position             | Mannschaft           | Länderspiele |
| ----------------- | -------------------- | -------------------- | ------------ |
| Hayate Era        | Hakler               | Kubota Spears        | 01           |
| Mamoru Harada     | Hakler               | Toshiba Brave Lupus  | 12           |
| Kenji Sato        | Hakler               | Saitama Wild Knights | 0            |
| Yota Kamimori     | Pfeiler              | Kubota Spears        | 02           |
| Sanshiro Kihara   | Pfeiler              | Tokyo Sungoliath     | 0            |
| Sena Kimura       | Pfeiler              | Toshiba Brave Lupus  | 01           |
| Kenta Kobayashi   | Pfeiler              | Tokyo Sungoliath     | 0            |
| Shuhei Takeuchi   | Pfeiler              | Tokyo Sungoliath     | 15           |
| Keijiro Tamefusa  | Pfeiler              | Kubota Spears        | 11           |
| Jack Cornelsen    | Zweite-Reihe-Stürmer | Saitama Wild Knights | 22           |
| Warner Dearns     | Zweite-Reihe-Stürmer | Toshiba Brave Lupus  | 23           |
| Shohei Ito        | Zweite-Reihe-Stürmer | Toshiba Brave Lupus  | 0            |
| Waisake Raratubua | Zweite-Reihe-Stürmer | Kobe Steelers        | 02           |
| Epineri Uluviti   | Zweite-Reihe-Stürmer | Sagamihara DynaBoars | 08           |
| Tiennan Costley   | Flügelstürmer        | Kobe Steelers        | 06           |
| Amato Fakatava    | Flügelstürmer        | Black Rams Tokyo     | 14           |
| Ben Gunter        | Flügelstürmer        | Saitama Wild Knights | 11           |
| Faulua Makisi     | Flügelstürmer        | Kubota Spears        | 16           |
| Akito Okui        | Flügelstürmer        | Toyota Verblitz      | 0            |
| Amanaki Saumaki   | Flügelstürmer        | Kobe Steelers        | 05           |
| Kanji Shimokawa   | Flügelstürmer        | Tokyo Sungoliath     | 14           |
| Shu Yamamoto      | Flügelstürmer        | Black Rams Tokyo     | 0            |

### Bekannte Spieler

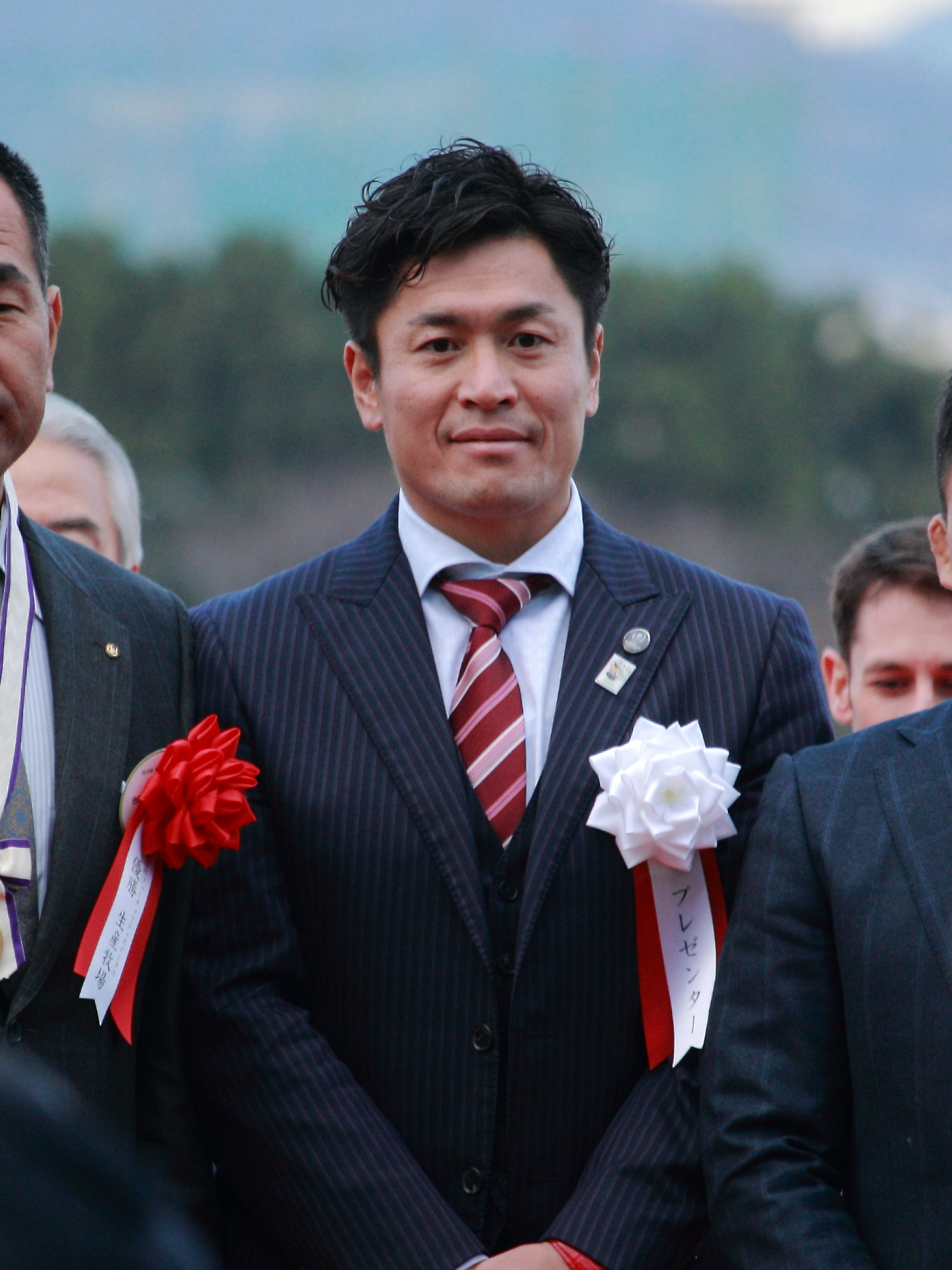
Daisuke Ōhata (2015)

Zwei japanische Spieler wurden aufgrund ihrer herausragenden Leistungen in die World Rugby Hall of Fame aufgenommen:
| Spieler          | Position                           | Aufnahme |
| ---------------- | ---------------------------------- | -------- |
| Yoshihiro Sakata | Außendreiviertel                   | 2012     |
| Daisuke Ōhata    | Außendreiviertel, Innendreiviertel | 2016     |

Ebenfalls in die Hall of Fame aufgenommen wurde Shigeru „Shiggy“ Konno für seine jahrzehntelange Förderung des Rugbysports in Japan.

### Spielerstatistiken

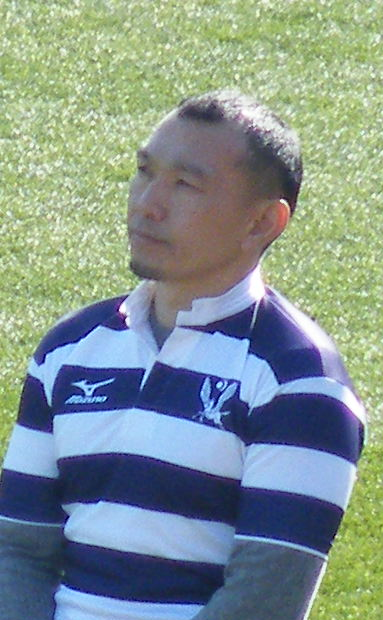
Yukio Motoki (2013)

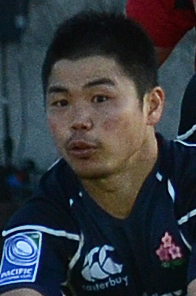
Fumiaki Tanaka (2014)

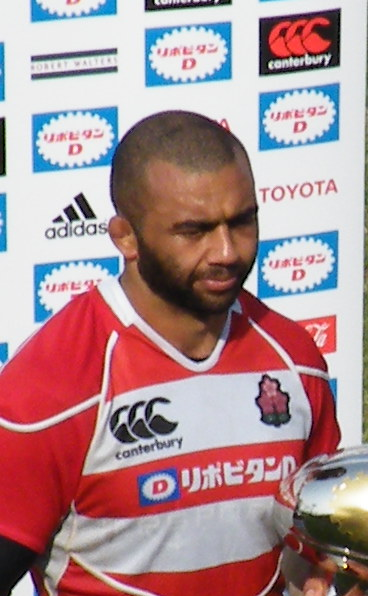
Michael Leitch (2014)

Nachfolgend sind die wichtigsten Statistiken aufgelistet, die Spieler Japans betreffen. Die mit * markierten Spieler sind noch aktiv und können sich weiter verbessern.
(Stand: September 2024)
| Rang | Name               | Zeitraum  | Spiele |
| ---- | ------------------ | --------- | ------ |
| 01   | Hitoshi Ōno        | 2004–2016 | 98     |
| 02   | Michael Leitch *   | 2008–2024 | 87     |
| 03   | Hirotoki Onozawa   | 2001–2013 | 81     |
| 04   | Yukio Motoki       | 1991–2005 | 79     |
| 05   | Kensuke Hatakeyama | 2008–2016 | 78     |
| 06   | Shōta Horie        | 2009–2023 | 76     |
| 07   | Fumiaki Tanaka     | 2008–2019 | 75     |
| 08   | Luke Thompson      | 2007–2019 | 71     |
| 09   | Yū Tamura          | 2012–2022 | 70     |
| 10   | Takashi Kikutani   | 2005–2014 | 68     |

| Rang | Name                             | Zeitraum                         | Spiele                           |
| ---- | -------------------------------- | -------------------------------- | -------------------------------- |
| 01   | Takuro Miuchi                    | 2002–2008                        | 45                               |
| 02   | Michael Leitch *                 | 2014–2024                        | 38                               |
| 03   | Takashi Kikutani                 | 2008–2013                        | 34                               |
| 04   | Toshiaki Hirose                  | 2012–2013                        | 18                               |
| 05   | Masahiro Kunda                   | 1993–1998                        | 14                               |
| 06   | Yukio Motoki                     | 1996–1997                        | 12                               |
| 07   | Seiji Hirao                      | 1989–1991                        | 11                               |
| 08   | Drei Spieler mit je zehn Spielen | Drei Spieler mit je zehn Spielen | Drei Spieler mit je zehn Spielen |

| Rang | Name             | Zeitraum  | Punkte |
| ---- | ---------------- | --------- | ------ |
| 01   | Ayumu Gorōmaru   | 2005–2015 | 708    |
| 02   | Keiji Hirose     | 1994–2005 | 422    |
| 03   | Tōru Kurihara    | 2000–2003 | 347    |
| 04   | Daisuke Ōhata    | 1996–2006 | 345    |
| 05   | Yū Tamura        | 2012–2022 | 303    |
| 06   | James Arlidge    | 2007–2011 | 286    |
| 07   | Hirotoki Onozawa | 2001–2013 | 275    |
| 08   | Shaun Webb       | 2008–2011 | 198    |
| 09   | Ryan Nicholas    | 2008–2012 | 193    |
| 10   | Takashi Kikutani | 2005–2014 | 160    |

| Rang | Name                | Zeitraum  | Versuche |
| ---- | ------------------- | --------- | -------- |
| 01   | Daisuke Ōhata       | 1996–2006 | 69       |
| 02   | Hirotoki Onozawa    | 2001–2013 | 55       |
| 03   | Takashi Kikutani    | 2005–2014 | 32       |
| 04   | Terunori Masuho     | 1991–2001 | 29       |
| 05   | Yoshikazu Fujita    | 2012–2017 | 26       |
| 06   | Kenki Fukuoka       | 2013–2019 | 25       |
| 07   | Kōtarō Matsushima * | 2014–2024 | 23       |
| 08   | Koliniasi Holani    | 2008–2016 | 22       |
| 09   | Michael Leitch *    | 2008–2024 | 22       |
| 10   | Alisi Tupuailei     | 2009–2011 | 21       |

## Trainer

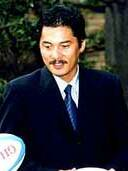
Seiji Hirao (2000)

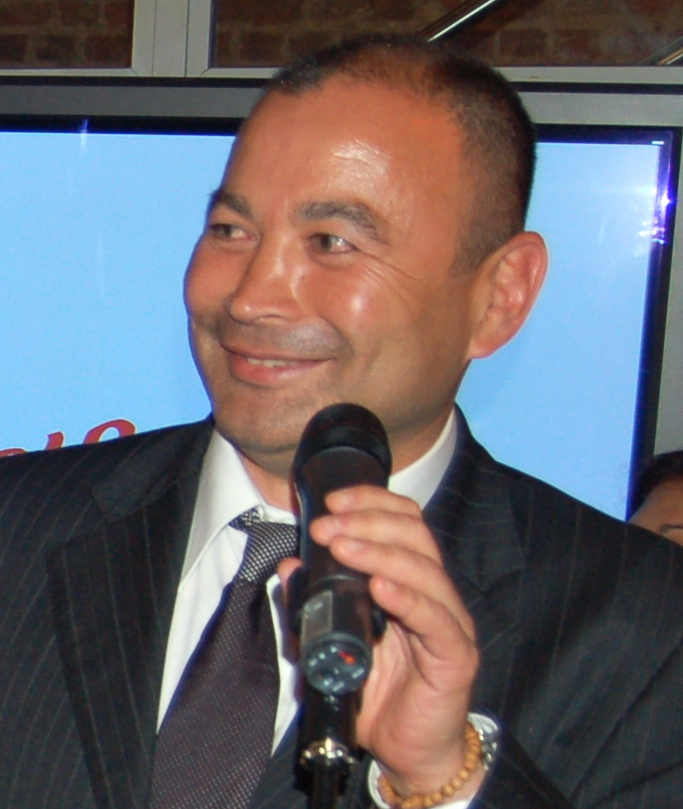
Eddie Jones (2009)

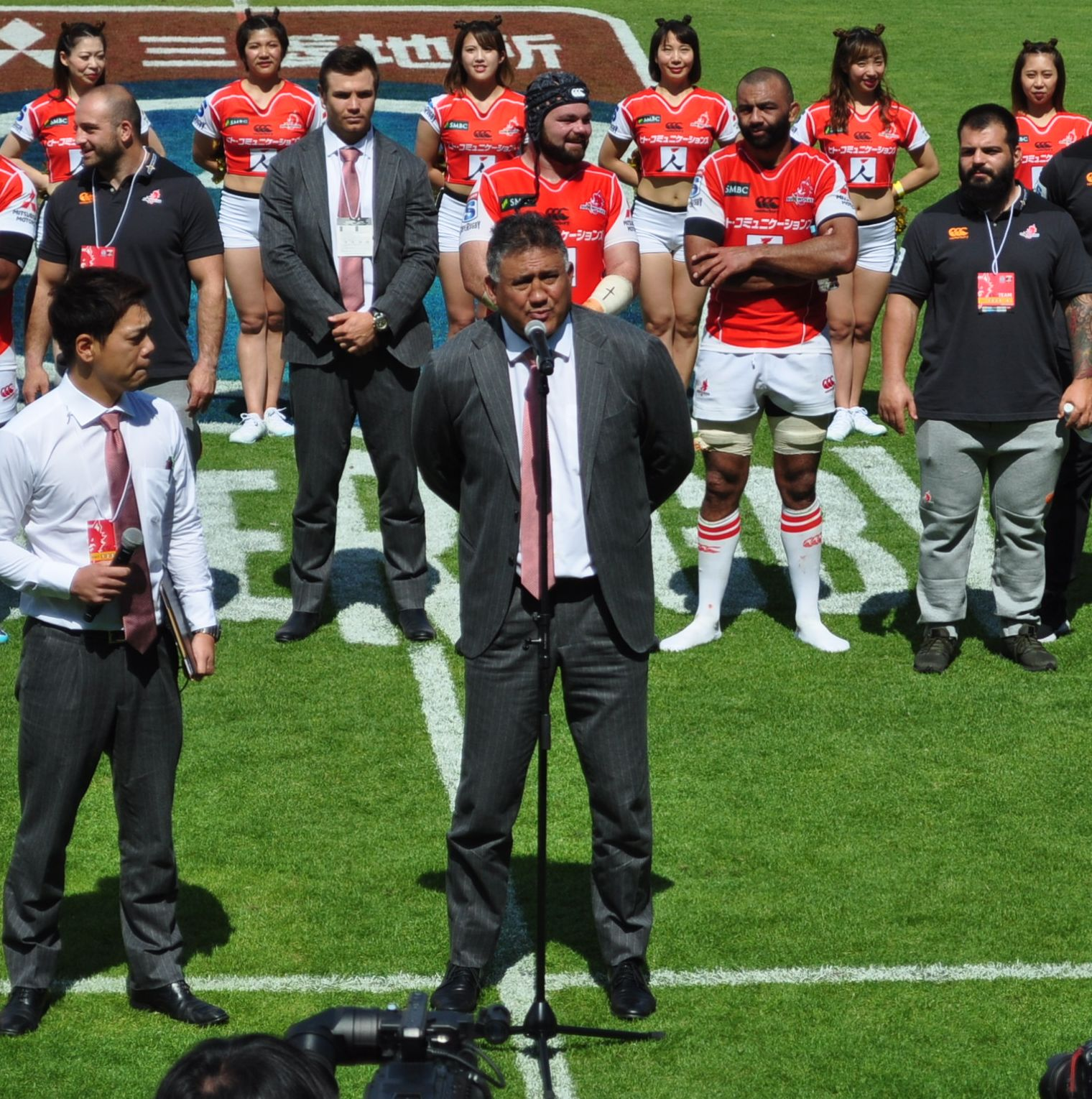
Jamie Joseph (2018)

Die JRFU ernannte 1930 mit Shigeru Kayama erstmals einen Trainer. Aktueller Nationaltrainer ist seit 2024 der aus Australien stammende Eddie Jones.
| Name                  | Jahre                      |
| --------------------- | -------------------------- |
| Shigeru Kayama        | 1930–1934                  |
| Chūji Kitajima        | 1936, 1956                 |
| Takenosuke Okumura    | 1952–1953                  |
| Kozo Nishino          | 1958                       |
| Tomoo Chiba           | 1959                       |
| Masao Wada            | 1959                       |
| Yasujiro Kasai        | 1963                       |
| Tetsunosuke Ōnishi    | 1966–1971                  |
| Hitoshi Oka           | 1972, 1975, 1985–1986      |
| Hisashi Yokoi         | 1972, 1976, 1978–1979      |
| Ryō Saitō             | 1974, 1976–1978, 1980–1981 |
| Hiroshi Hibino        | 1976, 1982–1984, 1987–1988 |
| Katsumi Miyaji        | 1978, 1984, 1987           |
| Ryōzō Imazato         | 1979                       |
| Iwao Yamamoto         | 1980, 1982, 1996           |
| Hiroaki Shukuzawa     | 1989–1991                  |
| Osamu Koyabu          | 1992–1995                  |
| Seiji Hirao           | 1995–2000                  |
| Shōgo Mukai           | 2001–2003                  |
| Mitsutake Hagimoto    | 2004–2005                  |
| Jean-Pierre Élissalde | 2005–2006                  |
| Osamu Ōta             | 2006                       |
| John Kirwan           | 2007–2011                  |
| Eddie Jones           | 2012–2015                  |
| Scott Wisemantel      | 2013                       |
| Ryūji Nakatake        | April/Mai 2016             |
| Mark Hammett          | Juni 2016                  |
| Jamie Joseph          | 2016–2023                  |
| Eddie Jones           | seit 2024                  |